# 1001 Kinder- und Jugendbücher – Lies uns, bevor Du erwachsen bist!
1001 Kinder- und Jugendbücher – Lies uns, bevor Du erwachsen bist! (englischer Originaltitel 1001 Children’s Books You Must Read Before You Grow Up) ist ein literarisches Nachschlagewerk, das von Julia Eccleshare, Kinderbuchredakteurin der britischen Zeitung The Guardian, zusammengestellt wurde und 2009 bei Universe/Rizzoli International erschienen ist. Edition Olms veröffentlichte im Jahr 2010 eine deutsche Ausgabe, die von Stefanie Kuballa-Cottone aus dem Englischen übersetzt wurde.

## Inhalt
Die Bücher aus 1001 Kinder- und Jugendbücher – Lies uns, bevor Du erwachsen bist! wurden von einem Kuratorenteam aus Kritikern wie Wayne Mills und Lorraine Orman sowie diversen Schriftstellern ausgewählt, darunter die Kinderbuchautoren Michael Morpurgo, Judy Blume, Lois Lowry und Philip Pullman. Die Sammlung enthält Werke aus unterschiedlichsten Originalsprachen und spannt einen Bogen über diverse Genres, die speziell für Kinder und Jugendliche relevant sind. Zu jedem vorgestellten Werk gibt es Informationen über den Autor, einen kurzen Auszug aus dem Werk sowie eine Rezension, die von einem der Kuratoren verfasst wurde. Auch Illustrationen sind Teil des Buches. 1001 Kinder- und Jugendbücher – Lies uns, bevor Du erwachsen bist! ist nach Altersstufen (0–3 Jahre, 3+, 5+, 8+ und 12+) gegliedert.
Das Vorwort zu 1001 Kinder- und Jugendbücher – Lies uns, bevor Du erwachsen bist! stammt von Christiane Raabe, die Einleitung von der Herausgeberin Julia Eccleshare.

## Vollständige Liste der deutschen Ausgabe von 2010
| Originaltitel                                                              | Deutsche Ausgabe                                                                                          | Autor                                     | Illustrator                                        | Sprache        | Jahr            | Altersklasse |
| -------------------------------------------------------------------------- | --- | ----------------------------------------- | -------------------------------------------------- | -------------- | --------------- | ------------ |
| The Little Engine That Could                                               | Die kleine blaue Lokomotive                                                                               | Watty Piper                               | Lois Lenski                                        | englisch       | 1930            | 0–3          |
| Pat the Bunny                                                              | | Dorothy Kunhardt                          |                                                    | englisch       | 1940            | 0–3          |
| Make Way for Ducklings                                                     | Straße frei, die Enten kommen!                                                                            | Robert McCloskey                          |                                                    | englisch       | 1941            | 0–3          |
| The Runaway Bunny                                                          | | Margaret Wise Brown                       | Clement Hurd                                       | englisch       | 1942            | 0–3          |
| The Three Railway Engines                                                  | Drei Dampfloks werden Freunde                                                                             | Reverend W. Awdry                         | William Middleton                                  | englisch       | 1945            | 0–3          |
| Thomas the Tank Engine                                                     | Thomas, die Tenderlok                                                                                     | Reverend W. Awdry                         | Reginald Payne                                     | englisch       | 1946            | 0–3          |
| Goodnight Moon                                                             | Gute Nacht, lieber Mond                                                                                   | Margaret Wise Brown                       | Clement Hurd                                       | englisch       | 1947            | 0–3          |
| Lavender’s Blue                                                            | | Kathleen Lines                            | Harold Jones                                       | englisch       | 1954            | 0–3          |
| Bedtime for Frances                                                        | Fränzi geht schlafen                                                                                      | Russell Hoban                             | Garth Williams                                     | englisch       | 1960            | 0–3          |
| Nijntje                                                                    | Ein Tag mit Miffy                                                                                         | Dick Bruna                                |                                                    | niederländisch | 1963            | 0–3          |
| Rosie's Walk                                                               | Wenn Änne, die Henne, spazierengeht                                                                       | Pat Hutchins                              |                                                    | englisch       | 1968            | 0–3          |
| The Elephant and the Bad Baby                                              | | Elfrida Vipont                            | Raymond Briggs                                     | englisch       | 1969            | 0–3          |
| The Very Hungry Caterpillar                                                | Die kleine Raupe Nimmersatt                                                                               | Eric Carle                                |                                                    | englisch       | 1969            | 0–3          |
| Mr. Gumpy's Outing                                                         | Die Kahnfahrt                                                                                             | John Burningham                           |                                                    | englisch       | 1970            | 0–3          |
| Meg and Mog                                                                | | Helen Nicoll                              | Jan Pieńkowski                                     | englisch       | 1972            | 0–3          |
| God natt Alfons Åberg                                                      | Gute Nacht, Willi Wiberg                                                                                  | Gunilla Bergström                         |                                                    | schwedisch     | 1972            | 0–3          |
| Petit Ours Brun                                                            | | Claude Lebrun                             | Danièle Bour                                       | französisch    | 1975            | 0–3          |
| Lilla spöket Laban får en lillasyster                                      | Laban, das kleine Gespenst                                                                                | Inger Sandberg                            | Lasse Sandberg                                     | schwedisch     | 1977            | 0–3          |
| Vola, uccellino!                                                           | | Francesco Tullio Altan                    |                                                    | italienisch    | 1977            | 0–3          |
| Each Peach Pear Plum                                                       | Suchen, suchen, Pflaumenkuchen                                                                            | Allan Ahlberg                             | Janet Ahlberg                                      | englisch       | 1978            | 0–3          |
| Where's Spot?                                                              | Ja, wo is’ er denn?                                                                                       | Eric Hill                                 |                                                    | englisch       | 1980            | 0–3          |
| Baby's Catalogue, The                                                      | Babys Siebensachen                                                                                        | Allan Ahlberg                             | Janet Ahlberg                                      | englisch       | 1982            | 0–3          |
| Dear Zoo                                                                   | Lieber Zoo                                                                                                | Rod Campbell                              |                                                    | englisch       | 1982            | 0–3          |
| Good Dog, Carl                                                             | | Alexandra Day                             |                                                    | englisch       | 1985            | 0–3          |
| Bathwater's Hot                                                            | Mal dies, mal das                                                                                         | Shirley Hughes                            |                                                    | englisch       | 1985            | 0–3          |
| Tickle, Tickle                                                             | | Helen Oxenbury                            |                                                    | englisch       | 1987            | 0–3          |
| Elmer                                                                      | Elmar | David McKee                               |                                                    | englisch       | 1989            | 0–3          |
| We're Going on a Bear Hunt                                                 | Wir gehen auf Bärenjagd                                                                                   | Michael Rosen                             | Helen Oxenbury                                     | englisch       | 1989            | 0–3          |
| Kanin-bad                                                                  | Hase will baden                                                                                           | Lena Anderson                             |                                                    | schwedisch     | 1990            | 0–3          |
| Kipper                                                                     | Bubu | Mick Inkpen                               |                                                    | englisch       | 1991            | 0–3          |
| Maisy Goes to Playschool                                                   | Mausi im Kindergarten                                                                                     | Lucy Cousins                              |                                                    | englisch       | 1992            | 0–3          |
| Owl Babies                                                                 | Ich will meine Mami!                                                                                      | Martin Waddell                            | Patrick Benson                                     | englisch       | 1992            | 0–3          |
| Handa’s Surprise                                                           | | Eileen Browne                             |                                                    | englisch       | 1994            | 0–3          |
| Albin säger godnatt                                                        | | Ulf Löfgren                               |                                                    | schwedisch     | 1996            | 0–3          |
| The Bear Went Over the Mountain                                            | | John Prater                               |                                                    | englisch       | 1999            | 0–3          |
| Humphrey’s Corner                                                          | | Sally Hunter                              |                                                    | englisch       | 1999            | 0–3          |
| Giulio coniglio: Storie per un anno                                        | | Nicoletta Costa                           |                                                    | italienisch    | 2001            | 0–3          |
| The Quangle Wangle's Hat                                                   | Der Quingelwingelquie                                                                                     | Edward Lear                               |                                                    | englisch       | 1876            | 3+           |
| Mother Goose                                                               | Mutter Gans – Die alten Ammenreime                                                                        | Kate Greenaway                            |                                                    | englisch       | 1881            | 3+           |
| Marigold Garden                                                            | Butterblumengarten                                                                                        | Kate Greenaway                            |                                                    | englisch       | 1885            | 3+           |
| Die lustige Tante                                                          | Die lustige Tante                                                                                         | Lothar Meggendorfer                       |                                                    | deutsch        | 1891            | 3+           |
| Puttes äventyr i blåbärsskogen                                             | Hänschen im Blaubeerenwald                                                                                | Elsa Beskow                               |                                                    | schwedisch     | 1901            | 3+           |
| The Tale of Peter Rabbit                                                   | Die Geschichte von Peter Hase                                                                             | Beatrix Potter                            |                                                    | englisch       | 1902            | 3+           |
| The Tale of Mr. Jeremy Fisher                                              | Die Geschichte von Jeremias Quaddel                                                                       | Beatrix Potter                            |                                                    | englisch       | 1906            | 3+           |
| Etwas von den Wurzelkindern                                                | Etwas von den Wurzelkindern                                                                               | Sibylle von Olfers                        |                                                    | deutsch        | 1906            | 3+           |
| The Tale of Jemima Puddle-Duck                                             | Jemina Pratschel-Watschel                                                                                 | Beatrix Potter                            |                                                    | englisch       | 1908            | 3+           |
| Tomtebobarnen                                                              | Die Wichtelkinder                                                                                         | Elsa Beskow                               |                                                    | schwedisch     | 1910            | 3+           |
| Clever Bill                                                                | | William Nicholson                         |                                                    | englisch       | 1926            | 3+           |
| Winnie-the-Pooh                                                            | Pu der Bär                                                                                                | A. A. Milne                               | Ernest Shepard                                     | englisch       | 1926            | 3+           |
| Histoire de Babar le petit éléphant                                        | Die Geschichte von Babar                                                                                  | Jean de Brunhoff                          |                                                    | französisch    | 1931            | 3+           |
| The Story About Ping                                                       | | Marjorie Flack                            | Kurt Wiese                                         | englisch       | 1933            | 3+           |
| Blinky Bill                                                                | Blinky Bill                                                                                               | Dorothy Wall                              |                                                    | englisch       | 1933            | 3+           |
| The Story of Ferdinand                                                     | Ferdinand, der Stier                                                                                      | Munro Leaf                                | Robert Lawson                                      | englisch       | 1936            | 3+           |
| Orlando                                                                    | | Kathleen Hale                             |                                                    | englisch       | 1938            | 3+           |
| Little Toot                                                                | | Hardie Gramatky                           |                                                    | englisch       | 1939            | 3+           |
| Madeline                                                                   | Madeline                                                                                                  | Ludwig Bemelmans                          |                                                    | englisch       | 1939            | 3+           |
| Mike Mulligan                                                              | Klas und sein Bagger                                                                                      | Virginia Lee Burton                       |                                                    | englisch       | 1939            | 3+           |
| Curious George                                                             | Coco, der neugierige Affe                                                                                 | Margret Rey                               | H. A. Rey                                          | englisch       | 1941            | 3+           |
| The Little House                                                           | Das kleine Haus                                                                                           | Virginia Lee Burton                       |                                                    | englisch       | 1942            | 3+           |
| The Little Red Lighthouse and the Great Gray Bridge                        | | Hildegarde H. Swift                       | Lynd Ward                                          | englisch       | 1942            | 3+           |
| Hur gick det sen? Boken om Mymlan, Mumintrollet och lilla My               | Mumin, wie wird’s weiter gehen?                                                                           | Tove Jansson                              |                                                    | schwedisch     | 1952            | 3+           |
| My Naughty Little Sister                                                   | Meine kleine schlimme Schwester                                                                           | Dorothy Edwards                           | Henrietta Garland                                  | englisch       | 1952            | 3+           |
| Martine à la ferme                                                         | Besuch auf dem Bauernhof                                                                                  | Gilbert Delahaye                          | Marcel Marlier                                     | französisch    | 1954            | 3+           |
| Eloise                                                                     | Eloise | Kay Thompson                              | Hilary Knight                                      | englisch       | 1955            | 3+           |
| Harry the Dirty Dog                                                        | Struppi, der wasserscheue Hund                                                                            | Gene Zion                                 | Margaret Bloy Graham                               | englisch       | 1956            | 3+           |
| The Cat in the Hat                                                         | Der Kater mit Hut                                                                                         | Dr. Seuss                                 |                                                    | englisch       | 1957            | 3+           |
| The Cow Who Fell in the Canal                                              | Hendrikas große Reise                                                                                     | Phyllis Krasilovsky                       | Peter Spier                                        | englisch       | 1957            | 3+           |
| A Bear Called Paddington                                                   | Ein Bär mit Namen Paddington                                                                              | Michael Bond                              | Peggy Fortnum                                      | englisch       | 1958            | 3+           |
| Little Blue and Little Yellow                                              | Das kleine Blau und das kleine Gelb                                                                       | Leo Lionni                                |                                                    | englisch       | 1959            | 3+           |
| Green Eggs and Ham                                                         | Grünes Ei mit Speck: das Allerbeste                                                                       | Dr. Seuss                                 |                                                    | englisch       | 1960            | 3+           |
| Go, Dog. Go!                                                               | Ein lustiges Hundeleben                                                                                   | P. D. Eastman                             |                                                    | englisch       | 1961            | 3+           |
| The Berenstain Bears                                                       | Die Lausebären                                                                                            | Stan Berenstain und Jan Berenstain        |                                                    | englisch       | 1962            | 3+           |
| Ivor the Engine                                                            | Die kleine Lok Ivor                                                                                       | Oliver Postgate                           | Peter Firmin                                       | englisch       | 1962            | 3+           |
| Clifford the Big Red Dog                                                   | Samson, der große rote Hund                                                                               | Norman Bridwell                           |                                                    | englisch       | 1963            | 3+           |
| Where the Wild Things Are                                                  | Wo die wilden Kerle wohnen                                                                                | Maurice Sendak                            |                                                    | englisch       | 1963            | 3+           |
| Lyle, Lyle, Crocodile                                                      | | Bernard Waber                             |                                                    | englisch       | 1965            | 3+           |
| Brown Bear, Brown Bear, What Do You See?                                   | Brauner Bär, wen siehst denn du?                                                                          | Bill Martin, Jr.                          | Eric Carle                                         | englisch       | 1967            | 3+           |
| Was denkt die Maus am Donnerstag?                                          | Was denkt die Maus am Donnerstag?                                                                         | Josef Guggenmos                           | Günther Stiller                                    | deutsch        | 1967            | 3+           |
| What Do People Do All Day?                                                 | Mein allerschönstes Buch vom Backen, Bauen und Flugzeugfliegen                                            | Richard Scarry                            |                                                    | englisch       | 1968            | 3+           |
| Corduroy                                                                   | | Don Freeman                               |                                                    | englisch       | 1968            | 3+           |
| Det underbara trädet                                                       | Der wunderbare Baum                                                                                       | Ulf Löfgren                               |                                                    | schwedisch     | 1969            | 3+           |
| In the Night Kitchen                                                       | In der Nachtküche                                                                                         | Maurice Sendak                            |                                                    | englisch       | 1970            | 3+           |
| Barbapapa                                                                  | Barbapapa                                                                                                 | Talus Taylor und Annette Tison            |                                                    | französisch    | 1970            | 3+           |
| Mr. Tickle                                                                 | Unser Herr Killekille                                                                                     | Roger Hargreaves                          |                                                    | englisch       | 1971            | 3+           |
| Visst kan Lotta cykla                                                      | Lotta | Astrid Lindgren                           | Ilon Wikland                                       | schwedisch     | 1971            | 3+           |
| Das kleine Ich bin Ich                                                     | Das kleine Ich bin Ich                                                                                    | Mira Lobe                                 | Susi Weigel                                        | deutsch        | 1972            | 3+           |
| The Church Mouse                                                           | Die Kirchenmaus                                                                                           | Graham Oakley                             |                                                    | englisch       | 1972            | 3+           |
| The Sea-Thing Child                                                        | Das kleine Meerwesen                                                                                      | Russell Hoban                             | Abrom Hoban                                        | englisch       | 1972            | 3+           |
| Father Christmas                                                           | O je, du fröhliche                                                                                        | Raymond Briggs                            |                                                    | englisch       | 1973            | 3+           |
| My Cat Likes to Hide in Boxes                                              | | Eve Sutton                                | Lynley Dodd                                        | englisch       | 1973            | 3+           |
| ¿Quién ha visto las tijeras?                                               | | Fernando Krahn                            |                                                    | spanisch       | 1975            | 3+           |
| Morris’s Disappearing Bag                                                  | | Rosemary Wells                            |                                                    | englisch       | 1975            | 3+           |
| Uppo-Nalle                                                                 | | Elina Karjalainen                         | Hannu Taina                                        | finnisch       | 1977            | 3+           |
| Burglar Bill                                                               | Einbrecher Ede                                                                                            | Allan Ahlberg                             | Janet Ahlberg                                      | englisch       | 1977            | 3+           |
| Dogger                                                                     | | Shirley Hughes                            |                                                    | englisch       | 1977            | 3+           |
| Up in the Tree                                                             | Hoch oben im Baum                                                                                         | Margaret Atwood                           |                                                    | englisch       | 1978            | 3+           |
| Snowman, The                                                               | Mein Schneemann                                                                                           | Raymond Briggs                            |                                                    | englisch       | 1978            | 3+           |
| Freight Train                                                              | | Donald Crews                              |                                                    | englisch       | 1978            | 3+           |
| Alfons och odjuret                                                         | Willi Wiberg und das Ungeheuer                                                                            | Gunilla Bergström                         |                                                    | schwedisch     | 1978            | 3+           |
| Ox-Cart Man                                                                | | Donald Hall                               | Barbara Cooney                                     | englisch       | 1979            | 3+           |
| Mister Magnolia                                                            | | Quentin Blake                             |                                                    | englisch       | 1980            | 3+           |
| Peace at Last                                                              | Keine Ruh für Vater Bär                                                                                   | Jill Murphy                               |                                                    | englisch       | 1980            | 3+           |
| Mr. Archimedes’ Bath                                                       | | Pamela Allen                              |                                                    | englisch       | 1980            | 3+           |
| Léo et Popi                                                                | | Marie-Agnès Gaudrat                       | Helen Oxenbury                                     | französisch    | 1980            | 3+           |
| Postman Pat’s Treasure Hunt                                                | | John Arthur Cunliffe                      | Celia Berridge                                     | englisch       | 1981            | 3+           |
| Ernest et Célestine ont perdu Siméon                                       | Ernest und Celestine suchen Simon                                                                         | Gabrielle Vincent                         |                                                    | französisch    | 1981            | 3+           |
| Alfie Gets In First                                                        | | Shirley Hughes                            |                                                    | englisch       | 1981            | 3+           |
| One Woolly Wombat                                                          | | Rod Trinca                                | Kerry Argent                                       | englisch       | 1982            | 3+           |
| Avocado Baby                                                               | Das Avocado-Baby                                                                                          | John Burningham                           |                                                    | englisch       | 1982            | 3+           |
| Gorilla                                                                    | Der Geburtstagsgorilla                                                                                    | Anthony Browne                            |                                                    | englisch       | 1983            | 3+           |
| Angelina Ballerina                                                         | Angelina Ballerina                                                                                        | Katharine Holabird                        | Helen Craig                                        | englisch       | 1983            | 3+           |
| Hjälpa till, sa Pulvret                                                    | | Inger Sandberg                            | Lasse Sandberg                                     | schwedisch     | 1983            | 3+           |
| Som les tres bessones                                                      | Mona, Lisa und Anna kommen auf die Welt                                                                   | Roser Capdevila                           |                                                    | spanisch       | 1983            | 3+           |
| Hairy Maclary from Donaldson's Dairy                                       | | Lynley Dodd                               |                                                    | englisch       | 1983            | 3+           |
| Possum Magic                                                               | Oma Possums Zauber-Schau                                                                                  | Mem Fox                                   | Julie Vivas                                        | englisch       | 1983            | 3+           |
| Felix and Alexander                                                        | | Terry Denton                              |                                                    | englisch       | 1985            | 3+           |
| Pannkakstårtan                                                             | Eine Geburtstagstorte für die Katze                                                                       | Sven Nordqvist                            |                                                    | schwedisch     | 1985            | 3+           |
| Love You Forever                                                           | Ich lieb dich für immer                                                                                   | Robert Munsch                             | Sheila McGraw                                      | englisch       | 1986            | 3+           |
| This Is the Bear                                                           | Der Bär, der verlorenging                                                                                 | Sarah Hayes                               | Helen Craig                                        | englisch       | 1986            | 3+           |
| Old Bear                                                                   | Der alte Bär                                                                                              | Jane Hissey                               |                                                    | englisch       | 1986            | 3+           |
| Owl Moon                                                                   | Eulen-Rufe                                                                                                | Jane Yolen                                | John Schoenherr                                    | englisch       | 1987            | 3+           |
| Winnie the Witch                                                           | Zilly, die Zauberin                                                                                       | Valerie Thomas                            | Korky Paul                                         | englisch       | 1987            | 3+           |
| Can't You Sleep, Little Bear?                                              | Kannst du nicht schlafen, kleiner Bär?                                                                    | Martin Waddell                            | Barbara Firth                                      | englisch       | 1988            | 3+           |
| Crocodile Beat                                                             | Die Dschungel-Melodie                                                                                     | Gail Jorgensen                            | Patricia Mullins                                   | englisch       | 1988            | 3+           |
| Storm-Stina                                                                | Sturm-Stina                                                                                               | Lena Anderson                             |                                                    | schwedisch     | 1988            | 3+           |
| Fire-Engine Lil                                                            | | Janet McLean                              | Andrew McLean                                      | englisch       | 1989            | 3+           |
| One Snowy Night                                                            | Mach auf die Tür, Jonathan                                                                                | Nick Butterworth                          |                                                    | englisch       | 1989            | 3+           |
| Mousehole Cat, The                                                         | Mauzel | Antonia Barber                            | Nicola Bayley                                      | englisch       | 1990            | 3+           |
| Amazing Grace                                                              | Erstaunliche Grace                                                                                        | Mary Hoffman                              | Caroline Binch                                     | englisch       | 1991            | 3+           |
| Window                                                                     | | Jeannie Baker                             |                                                    | englisch       | 1991            | 3+           |
| Slinky Malinki                                                             | | Lynley Dodd                               |                                                    | englisch       | 1991            | 3+           |
| T'choupi                                                                   | | Thierry Courtin                           |                                                    | französisch    | 1992            | 3+           |
| Kikker in de kou                                                           | Frosch im Winter                                                                                          | Max Velthuijs                             |                                                    | niederländisch | 1992            | 3+           |
| Where's My Teddy?                                                          | Wo ist mein Teddy?                                                                                        | Jez Alborough                             |                                                    | englisch       | 1992            | 3+           |
| Okilélé                                                                    | | Claude Ponti                              |                                                    | französisch    | 1993            | 3+           |
| Schlaf gut, kleiner Bär                                                    | Schlaf gut, kleiner Bär                                                                                   | Quint Buchholz                            |                                                    | deutsch        | 1993            | 3+           |
| Poems for the Very Young                                                   | | Michael Rosen                             | Bob Graham                                         | englisch       | 1993            | 3+           |
| Guess How Much I Love You                                                  | Weißt du eigentlich, wie lieb ich dich hab?                                                               | Sam McBratney                             | Anita Jeram                                        | englisch       | 1994            | 3+           |
| Vom kleinen Maulwurf, der wissen wollte, wer ihm auf den Kopf gemacht hat. | Vom kleinen Maulwurf, der wissen wollte, wer ihm auf den Kopf gemacht hat.                                | Werner Holzwarth                          | Wolf Erlbruch                                      | deutsch        | 1994            | 3+           |
| Droles de petites betes                                                    | Die lustigen kleinen Krabbler                                                                             | Antoon Krings                             |                                                    | französisch    | 1994            | 3+           |
| Clown                                                                      | Clown | Quentin Blake                             |                                                    | englisch       | 1995            | 3+           |
| Runaway Train                                                              | | Benedict Blathwayt                        |                                                    | englisch       | 1995            | 3+           |
| Bad Habits!                                                                | | Babette Cole                              |                                                    | englisch       | 1998            | 3+           |
| Pumpkin Soup                                                               | Jetzt bin ich dran                                                                                        | Helen Cooper                              |                                                    | englisch       | 1998            | 3+           |
| Malla handlar                                                              | Bella geht einkaufen                                                                                      | Eva Eriksson                              |                                                    | schwedisch     | 1998            | 3+           |
| ふしぎなポケット The Magic Pocket                                          | | Mado Michio                               | Anno Mitsumasa                                     | japanisch      | 1998            | 3+           |
| Rosa på dagis                                                              | | Barbro Lindgren                           | Eva Eriksson                                       | schwedisch     | 1999            | 3+           |
| Jamela's Dress                                                             | | Niki Daly                                 |                                                    | englisch       | 1999            | 3+           |
| Harry and the Bucketful of Dinosaurs                                       | Harry und der Eimer voller Dinosaurier                                                                    | Ian Whybrow                               | Adrian Reynolds                                    | englisch       | 1999            | 3+           |
| Gruffalo, The                                                              | Der Grüffelo                                                                                              | Julia Donaldson                           | Axel Scheffler                                     | englisch       | 1999            | 3+           |
| Crispin                                                                    | Das beste Geschenk von allen                                                                              | Ted Dewan                                 |                                                    | englisch       | 2000            | 3+           |
| Max                                                                        | Max | Bob Graham                                |                                                    | englisch       | 2000            | 3+           |
| Olivia                                                                     | Olivia | Ian Falconer                              |                                                    | englisch       | 2000            | 3+           |
| Madlenka                                                                   | Madlenka                                                                                                  | Peter Sís                                 |                                                    | tschechisch    | 2000            | 3+           |
| De verdad que no podía                                                     | | Gabriela Keselman                         | Noemí Villamuza                                    | spanisch       | 2001            | 3+           |
| La grenouille à grande bouche                                              | | Francine Vidal                            | Elodie Nouhen                                      | französisch    | 2001            | 3+           |
| Tatu ja Patu Helsingissä                                                   | | Aino Havukainen und Sami Toivonen         |                                                    | finnisch       | 2003            | 3+           |
| Don't Let the Pigeon Drive the Bus!                                        | | Mo Willems                                |                                                    | englisch       | 2003            | 3+           |
| Knuffle Bunny: A Cautionary Tale                                           | | Mo Willems                                |                                                    | englisch       | 2004            | 3+           |
| Les Princesses oubliées ou inconnues                                       | Prinzessinnen                                                                                             | Philippe Lechermeier                      | Rébecca Dautremer                                  | französisch    | 2004            | 3+           |
| Lost and Found                                                             | | Oliver Jeffers                            |                                                    | englisch       | 2005            | 3+           |
| Shan Hai Jing                                                              | Chinesische Volkssagen                                                                                    | unbekannt                                 |                                                    | chinesisch     | ca. 221 v. Chr. | 5+           |
| Urashima Tarō                                                              | Sage aus einem Otogizōshi                                                                                 | unbekannt                                 |                                                    | japanisch      | 1392            | 5+           |
| Momotarō                                                                   | Die Abenteuer des Pfirsichjungen                                                                          | unbekannt                                 |                                                    | japanisch      | 1603            | 5+           |
| Histoires ou contes du temps passé                                         | Märchen aus alter Zeit                                                                                    | Charles Perrault                          |                                                    | französisch    | 1696            | 5+           |
| Kinder- und Hausmärchen                                                    | Grimms Märchen                                                                                            | Jacob und Wilhelm Grimm                   |                                                    | deutsch        | 1812            | 5+           |
| A Visit from St. Nicholas                                                  | Als der Nikolaus kam                                                                                      | Clement Clarke Moore                      |                                                    | englisch       | 1822            | 5+           |
| Fünfzig Fabeln für Kinder                                                  | Fünfzig Fabeln für Kinder                                                                                 | Wilhelm Hey                               | Otto Speckter                                      | deutsch        | 1833            | 5+           |
| Keiserens nye Klæder                                                       | Des Kaisers neue Kleider                                                                                  | Hans Christian Andersen                   |                                                    | dänisch        | 1837            | 5+           |
| Den lille Havfrue                                                          | Die kleine Meerjungfrau                                                                                   | Hans Christian Andersen                   |                                                    | dänisch        | 1837            | 5+           |
| Den grimme Ælling                                                          | Das häßliche Entlein                                                                                      | Hans Christian Andersen                   |                                                    | dänisch        | 1843            | 5+           |
| Book of Nonsense                                                           | Limericks, Limericks                                                                                      | Edward Lear                               |                                                    | englisch       | 1846            | 5+           |
| Max und Moritz                                                             | Max und Moritz                                                                                            | Wilhelm Busch                             |                                                    | deutsch        | 1865            | 5+           |
| The Magic Fishbone                                                         | Die Zaubergräte                                                                                           | Charles Dickens                           | John Gilbert                                       | englisch       | 1868            | 5+           |
| House that Jack Built, The                                                 | | unbekannt                                 | Randolph Caldecott                                 | englisch       | 1878            | 5+           |
| Cole's Funny Picture Book                                                  | | Edward William Cole                       |                                                    | englisch       | 1879            | 5+           |
| Child's Garden of Verses, A                                                | Mein Bett ist ein Boot                                                                                    | Robert Louis Stevenson                    | Charles Robinson                                   | englisch       | 1885            | 5+           |
| Blue Fairy Book, The                                                       | | Andrew Lang                               | Henry J. Ford                                      | englisch       | 1889            | 5+           |
| Jungle Book, The                                                           | Dschungelbuch                                                                                             | Rudyard Kipling                           | John Lockwood Kipling                              | englisch       | 1894            | 5+           |
| El Ratón Pérez                                                             | | Luis Coloma                               |                                                    | spanisch       | 1894            | 5+           |
| Just So Stories                                                            | Genau-so-Geschichten                                                                                      | Rudyard Kipling                           |                                                    | englisch       | 1902            | 5+           |
| Dutch Twins, The                                                           | | Lucy Fitch Perkins                        |                                                    | englisch       | 1911            | 5+           |
| Die Biene Maja und ihre Abenteuer                                          | Die Biene Maja und ihre Abenteuer                                                                         | Waldemar Bonsels                          |                                                    | deutsch        | 1912            | 5+           |
| Josephine and Her Dolls                                                    | | H. C. Cradock                             | Honor C. Appleton                                  | englisch       | 1916            | 5+           |
| The Magic Pudding                                                          | Der Zauberpudding                                                                                         | Norman Lindsay                            |                                                    | englisch       | 1918            | 5+           |
| Tales of Snugglepot and Cuddlepie                                          | | May Gibbs                                 |                                                    | englisch       | 1918            | 5+           |
| Ameliaranne and the Green Umbrella                                         | | Constance Heward                          | Susan Pearse                                       | englisch       | 1920            | 5+           |
| Rupert the Bear                                                            | | Mary Tourtel                              |                                                    | englisch       | 1921            | 5+           |
| Velveteen Rabbit                                                           | Das Samtkaninchen                                                                                         | Margery Williams                          | William Nicholson                                  | englisch       | 1922            | 5+           |
| Come Hither                                                                | | Walter de la Mare                         | Alec Buckels                                       | englisch       | 1923            | 5+           |
| When We Were Very Young                                                    | | A. A. Milne                               | Ernest Shepard                                     | englisch       | 1924            | 5+           |
| Now We Are Six                                                             | | A. A. Milne                               | Ernest Shepard                                     | englisch       | 1927            | 5+           |
| Milly-Molly-Mandy Stories                                                  | Milli-Molli, unsere Beste                                                                                 | Joyce Lankester Brisley                   |                                                    | englisch       | 1928            | 5+           |
| Millions of Cats                                                           | | Wanda Gág                                 |                                                    | englisch       | 1929            | 5+           |
| Squirrel, the Hare and the Little Grey Rabbit, The                         | Häschens Geschichtenbuch                                                                                  | Alison Uttley                             | Margaret Tempest                                   | englisch       | 1929            | 5+           |
| Povídání o pejskovi a kočičce                                              | Vom Hündchen und vom Kätzchen                                                                             | Josef Čapek                               |                                                    | tschechisch    | 1929            | 5+           |
| Les Contes du Chat Perché                                                  | Kater Titus erzählt                                                                                       | Marcel Aymé                               | Natalie Parain                                     | französisch    | 1934            | 5+           |
| Little Tim and the Brave Sea Captain                                       | Der kleine Tim und der tapfere Kapitän                                                                    | Edward Ardizzone                          |                                                    | englisch       | 1936            | 5+           |
| Elsie Piddock Skips in Her Sleep                                           | Elsie Piddock springt und springt                                                                         | Eleanor Farjeon                           |                                                    | englisch       | 1937            | 5+           |
| Mr. Popper's Penguins                                                      | Mr. Poppers Pinguine                                                                                      | Richard Atwater                           | Robert Lawson                                      | englisch       | 1938            | 5+           |
| Little Wooden Horse, The                                                   | Das Rößlein Hü                                                                                            | Ursula Moray Williams                     | Joyce Lankester Brisley                            | englisch       | 1938            | 5+           |
| Caps for Sale                                                              | | Esphyr Slobodkina                         |                                                    | englisch       | 1938            | 5+           |
| Michka                                                                     | | Marie Colmont                             | Feodor Rojankovsky                                 | französisch    | 1941            | 5+           |
| Little Red Engine Gets a Name, The                                         | | Diana Ross                                | Jan Lewitt und George Him                          | englisch       | 1942            | 5+           |
| Čin-Čin                                                                    | | Ľudmila Podjavorinská                     |                                                    | slowakisch     | 1943            | 5+           |
| Cuentos y Leyendas                                                         | | Javier Villafañe                          | Tabaré                                             | spanisch       | 1945            | 5+           |
| Pippi Långstrump                                                           | Pippi Langstrumpf                                                                                         | Astrid Lindgren                           |                                                    | schwedisch     | 1945            | 5+           |
| Stone Soup                                                                 | | Marcia Brown                              |                                                    | englisch       | 1947            | 5+           |
| Doll's House, The                                                          | Das Puppenhaus                                                                                            | Rumer Godden                              |                                                    | englisch       | 1947            | 5+           |
| My Father's Dragon                                                         | | Ruth Stiles Gannett                       | Ruth Chrisman Gannett                              | englisch       | 1948            | 5+           |
| Blueberries for Sal                                                        | | Robert McCloskey                          |                                                    | englisch       | 1948            | 5+           |
| Apoutsiak                                                                  | | Paul-Émile Victor                         |                                                    | französisch    | 1948            | 5+           |
| Foxie                                                                      | | Ingri D'Aulaire und Edgar Parin D'Aulaire |                                                    | englisch       | 1949            | 5+           |
| Peanuts                                                                    | Peanuts                                                                                                   | Charles M. Schulz                         |                                                    | englisch       | 1950            | 5+           |
| Roule Galette                                                              | | Natha Caputo                              | Pierre Belvès                                      | französisch    | 1950            | 5+           |
| One Morning in Maine                                                       | Ich habe einen Wackelzahn                                                                                 | Robert McCloskey                          |                                                    | englisch       | 1952            | 5+           |
| Bears on Hemlock Mountain, The                                             | Die Bären auf dem Fichtelberg                                                                             | Alice Dalgliesh                           | Helen Sewell                                       | englisch       | 1952            | 5+           |
| Biggest Bear, The                                                          | | Lynd Ward                                 |                                                    | englisch       | 1952            | 5+           |
| Little Horse Bus, The                                                      | Der kleine Pferdebus                                                                                      | Graham Greene                             | Dorothy Craige                                     | englisch       | 1952            | 5+           |
| Charlotte's Web                                                            | Wilbur und Charlotte                                                                                      | Elwyn Brooks White                        | Garth Williams                                     | englisch       | 1952            | 5+           |
| Marlaguette                                                                | Marlaguette                                                                                               | Marie Colmont                             | Gerda Muller                                       | französisch    | 1952            | 5+           |
| Jip en Janneke                                                             | Heiner und Hanni                                                                                          | Annie M. G. Schmidt                       |                                                    | niederländisch | 1953            | 5+           |
| Teddy Robinson Stories                                                     | Mein Teddy Muck                                                                                           | Joan G. Robinson                          |                                                    | englisch       | 1953            | 5+           |
| Caius ist ein Dummkopf                                                     | Caius ist ein Dummkopf                                                                                    | Henry Winterfeld                          | Charlotte Kleinert                                 | deutsch        | 1953            | 5+           |
| Harold and the Purple Crayon                                               | Ich mach mir meine eigene Welt                                                                            | Crockett Johnson                          |                                                    | englisch       | 1955            | 5+           |
| Clever Polly and The Stupid Wolf                                           | Polly und der dumme Wolf                                                                                  | Catherine Storr                           | Marjorie-Ann Watts                                 | englisch       | 1955            | 5+           |
| El sapo que quería ser estrella                                            | | Oscar Alfaro                              |                                                    | spanisch       | 1955            | 5+           |
| Fiable Italiane                                                            | Die Braut, die von Luft lebte und andere italienische Märchen                                             | Italo Calvino                             |                                                    | italienisch    | 1956            | 5+           |
| Tree is Nice, A                                                            | | Janice May Udry                           | Marc Simont                                        | englisch       | 1956            | 5+           |
| Captain Pugwash                                                            | Käpt'n Pulverfaß                                                                                          | John Ryan                                 |                                                    | englisch       | 1957            | 5+           |
| Crictor                                                                    | Crictor, die gute Schlange                                                                                | Tomi Ungerer                              |                                                    | englisch       | 1958            | 5+           |
| Chanticlear and the Fox                                                    | Singehell und der Fuchs                                                                                   | Barbara Cooney                            |                                                    | englisch       | 1958            | 5+           |
| Kjerringa som ble så lita som ei teskje                                    | Frau Pepperpott                                                                                           | Alf Prøysen                               | Björn Berg                                         | norwegisch     | 1958            | 5+           |
| Le petit Nicolas                                                           | Der kleine Nick                                                                                           | René Goscinny                             | Jean-Jacques Sempé                                 | französisch    | 1959            | 5+           |
| Are You My Mother?                                                         | Kleiner Spatz sucht seine Mami                                                                            | P. D. Eastman                             |                                                    | englisch       | 1960            | 5+           |
| La Vache orange                                                            | | Nathan Hale                               | Lucile Butel                                       | französisch    | 1961            | 5+           |
| Die drei Räuber                                                            | Die drei Räuber                                                                                           | Tomi Ungerer                              |                                                    | deutsch        | 1961            | 5+           |
| 老夫子 Lao Fu Zhi                                                          | | Wong Chak                                 |                                                    | chinesisch     | 1962            | 5+           |
| Der Räuber Hotzenplotz                                                     | Der Räuber Hotzenplotz                                                                                    | Otfried Preußler                          | Franz Josef Tripp                                  | deutsch        | 1962            | 5+           |
| Snowy Day, The                                                             | Ein Tag im Schnee                                                                                         | Ezra Jack Keats                           |                                                    | englisch       | 1962            | 5+           |
| Mr. Rabbit and the Lovely Present                                          | Herr Hase und das schöne Geschenk                                                                         | Charlotte Zolotow                         | Maurice Sendak                                     | englisch       | 1962            | 5+           |
| Borka                                                                      | Borka | John Burningham                           |                                                    | englisch       | 1963            | 5+           |
| Swimmy                                                                     | Swimmy | Leo Lionni                                |                                                    | englisch       | 1963            | 5+           |
| Amelia Bedelia                                                             | | Peggy Parish                              | Fritz Siebel                                       | englisch       | 1963            | 5+           |
| Los sueños del sapo                                                        | | Javier Villafañe                          | Tabaré                                             | spanisch       | 1963            | 5+           |
| Le Schtroumpfs Noirs                                                       | Blauschlümpfe und Schwarzschlümpfe                                                                        | Peyo                                      |                                                    | französisch    | 1963            | 5+           |
| Flat Stanley                                                               | Der flache Franz                                                                                          | Jeff Brown                                | Tomi Ungerer                                       | englisch       | 1964            | 5+           |
| Giving Tree, The                                                           | Der freigebige Baum                                                                                       | Shel Silverstein                          |                                                    | englisch       | 1964            | 5+           |
| Dailan Kifki                                                               | | María Elena Walsh                         | Sandra Lavandeira                                  | spanisch       | 1966            | 5+           |
| Gumdrop                                                                    | Gummiball                                                                                                 | Val Biro                                  |                                                    | englisch       | 1966            | 5+           |
| Frederick                                                                  | Frederick                                                                                                 | Leo Lionni                                |                                                    | englisch       | 1967            | 5+           |
| Cion Cion Blu                                                              | Jasmina und der Kater von China oder Die abenteuerliche Märchenreise des Orangenbauern Tschon Tschon Blau | Pinin Carpi                               | Iris de Paoli                                      | italienisch    | 1968            | 5+           |
| Tiger who Came to Tea, The                                                 | Ein Tiger kommt zum Tee                                                                                   | Judith Kerr                               |                                                    | englisch       | 1968            | 5+           |
| Best Nest, The                                                             | Das schönste Nest der Welt                                                                                | P. D. Eastman                             |                                                    | englisch       | 1968            | 5+           |
| Cangura para todo                                                          | Känguru für alles                                                                                         | Gloria Fuertes                            |                                                    | spanisch       | 1968            | 5+           |
| Ramona the Pest                                                            | Und mittendrin Ramona                                                                                     | Beverly Cleary                            | Louis Darling                                      | englisch       | 1968            | 5+           |
| Necklace of Raindrops, A                                                   | Regentropfenkette                                                                                         | Joan Aiken                                | Jan Pieńkowski                                     | englisch       | 1968            | 5+           |
| Duck in the Gun, The                                                       | | Joy Cowley                                | Edward Sorel                                       | englisch       | 1969            | 5+           |
| Sylvester and the Magic Pebble                                             | Silvester und der Zauberstein                                                                             | William Steig                             |                                                    | englisch       | 1969            | 5+           |
| Lion in the Meadow, A                                                      | Ein Löwe in der Wiese                                                                                     | Margaret Mahy                             | Jenny Williams                                     | englisch       | 1969            | 5+           |
| Joseph’s Yard                                                              | Regen, Wind und Sonne                                                                                     | Charles Keeping                           |                                                    | englisch       | 1969            | 5+           |
| Frog and Toad are Friends                                                  | Frosch und Kröte                                                                                          | Arnold Lobel                              |                                                    | englisch       | 1970            | 5+           |
| Mog the Forgetful Cat                                                      | Mog, der vergeßliche Kater                                                                                | Judith Kerr                               |                                                    | englisch       | 1970            | 5+           |
| Figgie Hobbin                                                              | | Charles Causley                           | Pat Marriott                                       | englisch       | 1970            | 5+           |
| Hodja fra Pjort                                                            | Hodja im Orient                                                                                           | Ole Lund Kirkegaard                       |                                                    | dänisch        | 1970            | 5+           |
| Pluk van de Petteflet                                                      | Pluck mit dem Kranwagen                                                                                   | Annie M. G. Schmidt                       | Fiep Westendorp                                    | niederländisch | 1971            | 5+           |
| Leo the Late Bloomer                                                       | Was ist nur mit Leo los?                                                                                  | Robert Kraus                              | José Aruego                                        | englisch       | 1971            | 5+           |
| Amos & Boris                                                               | Amos und Boris                                                                                            | William Steig                             |                                                    | englisch       | 1971            | 5+           |
| Balloon Cat                                                                | | Keiko Sena                                |                                                    | japanisch      | 1972            | 5+           |
| Alexander and the Terrible, Horrible, No Good, Very Bad Day                | Alexander und der abenteuerliche, grässliche, mistige, eklige Tag                                         | Judith Viorst                             | Ray Cruz                                           | englisch       | 1972            | 5+           |
| Giant Jam Sandwich, The                                                    | Das Riesen-Marmeladenbrot                                                                                 | Janet Burroway                            | John Vernon Lord                                   | englisch       | 1972            | 5+           |
| Dinosaurs and All That Rubbish                                             | Die weite Reise ins Paradies                                                                              | Michael Foreman                           |                                                    | englisch       | 1972            | 5+           |
| Os colegas                                                                 | Die Freunde                                                                                               | Lygia Bojunga Nunes                       |                                                    | portugiesisch  | 1972            | 5+           |
| Real Thief, The                                                            | Der wahre Dieb                                                                                            | William Steig                             |                                                    | englisch       | 1973            | 5+           |
| Mind Your Own Business                                                     | | Michael Rosen                             | Quentin Blake                                      | englisch       | 1974            | 5+           |
| Where the Sidewalk Ends                                                    | Wo der Gehweg endet                                                                                       | Shel Silverstein                          |                                                    | englisch       | 1974            | 5+           |
| Worst Witch, The                                                           | Eine lausige Hexe                                                                                         | Jill Murphy                               |                                                    | englisch       | 1974            | 5+           |
| Strega Nona                                                                | Der Zaubertopf                                                                                            | Tomie dePaola                             |                                                    | englisch       | 1975            | 5+           |
| Why Mosquitoes Buzz in People's Ears                                       | | Verna Aardema                             | Diane Dillon und Leo Dillon                        | englisch       | 1975            | 5+           |
| Mr. and Mrs. Pig's Evening Out                                             | Mama und Papa Schwein gehen aus                                                                           | Mary Rayner                               |                                                    | englisch       | 1976            | 5+           |
| John Brown, Rose, and the Midnight Cat                                     | Oskar und die Mitternachtskatze                                                                           | Jenny Wagner                              | Ron Brooks                                         | englisch       | 1977            | 5+           |
| Come Away From the Water, Shirley                                          | Geh nicht so nah ans Wasser, Eva                                                                          | John Burningham                           |                                                    | englisch       | 1977            | 5+           |
| Lighthouse Keeper's Lunch, The                                             | | Ronda Armitage                            | David Armitage                                     | englisch       | 1977            | 5+           |
| Teo Descubre El Mundo                                                      | Theo fährt Eisenbahn                                                                                      | Violeta Denou                             |                                                    | spanisch       | 1977            | 5+           |
| Por el Mar de las Antillas                                                 | Auf dem Meere der Antillen fährt ein Schiffchen aus Papier: Gedichte für große Kinder                     | Nicolás Guillén                           | Rapi Diego                                         | spanisch       | 1977            | 5+           |
| Fungus the Bogeyman                                                        | Fungus der Bogeymann                                                                                      | Raymond Briggs                            |                                                    | englisch       | 1977            | 5+           |
| Loon's Necklace                                                            | | William Toye                              | Elizabeth Cleaver                                  | englisch       | 1977            | 5+           |
| Walk in the Park, A                                                        | Ein Spaziergang im Park                                                                                   | Anthony Browne                            |                                                    | englisch       | 1977            | 5+           |
| Miss Nelson is Missing                                                     | | Harry Allard                              | James Marshall                                     | englisch       | 1977            | 5+           |
| Tabi no Ehon                                                               | Wo ist der Reiter?                                                                                        | Anno Mitsumasa                            |                                                    | japanisch      | 1977            | 5+           |
| Hyakumankai ikita neko                                                     | | Yōko Sano                                 |                                                    | japanisch      | 1977            | 5+           |
| Battle of Bubble and Squeak, The                                           | Wirbel um Krümel und Quiek                                                                                | Philippa Pearce                           | Alan Baker                                         | englisch       | 1978            | 5+           |
| Cloudy With a Chance of Meatballs                                          | Wolkig mit Aussicht auf Fleischbällchen                                                                   | Judi Barrett                              | Ron Barrett                                        | englisch       | 1978            | 5+           |
| Girl Who Loved Wild Horses, The                                            | | Paul Goble                                |                                                    | englisch       | 1978            | 5+           |
| Pocket For Corduroy, A                                                     | | Don Freeman                               |                                                    | englisch       | 1978            | 5+           |
| Quinkins, The                                                              | | Percy Trezise und Dick Roughsey           |                                                    | englisch       | 1978            | 5+           |
| Enormous Crocodile, The                                                    | Das riesengroße Krokodil                                                                                  | Roald Dahl                                | Quentin Blake                                      | englisch       | 1978            | 5+           |
| Haunted House                                                              | Pension zum ewigen Frieden                                                                                | Jan Pieńkowski                            |                                                    | englisch       | 1979            | 5+           |
| La belle lisse poire du prince de Motordu                                  | | Pierre Élie Ferrier                       |                                                    | französisch    | 1980            | 5+           |
| Not now, Bernard                                                           | Jetzt nicht, Jonathan                                                                                     | David McKee                               |                                                    | englisch       | 1980            | 5+           |
| Paper Bag Princess, The                                                    | Die Tütenprinzessin                                                                                       | Robert Munsch                             | Michael Martchenko                                 | englisch       | 1980            | 5+           |
| Jumanji                                                                    | Dschumanji                                                                                                | Chris Van Allsburg                        |                                                    | englisch       | 1981            | 5+           |
| Mr. Fox                                                                    | | Gavin Bishop                              |                                                    | englisch       | 1982            | 5+           |
| Chair for My Mother, A                                                     | | Vera Baker Williams                       |                                                    | englisch       | 1982            | 5+           |
| Doctor De Soto                                                             | Doktor De Soto                                                                                            | William Steig                             |                                                    | englisch       | 1982            | 5+           |
| Two Little Bears                                                           | Bruder Bär und Schwester Bär                                                                              | Hanna Muschg                              | Käthi Bhend                                        | englisch       | 1983            | 5+           |
| Den stora systern                                                          | Die große Schwester                                                                                       | Siv Widerberg                             | Cecilia Torudd                                     | schwedisch     | 1984            | 5+           |
| Doragonbōru                                                                | Dragon Ball                                                                                               | Akira Toriyama                            |                                                    | japanisch      | 1984            | 5+           |
| Mr. Majeika                                                                | | Humphrey Carpenter                        | Frank Rodgers                                      | englisch       | 1984            | 5+           |
| New Kid on the Block, The                                                  | | Jack Prelutsky                            | James Stevenson                                    | englisch       | 1984            | 5+           |
| Katie Morag Delivers the Mail                                              | | Mairi Hedderwick                          |                                                    | englisch       | 1984            | 5+           |
| If You Give a Mouse a Cookie                                               | Kekse für die Maus im Haus                                                                                | Laura Numeroff                            | Felicia Bond                                       | englisch       | 1985            | 5+           |
| People Could Fly, The                                                      | | Virginia Hamilton                         | Diane Dillon und Leo Dillon                        | englisch       | 1985            | 5+           |
| Not So Fast Songololo                                                      | | Niki Daly                                 |                                                    | englisch       | 1985            | 5+           |
| Linnea i Målarens Trädgård                                                 | Linnea im Garten des Malers                                                                               | Christina Björk                           | Lena Anderson                                      | schwedisch     | 1985            | 5+           |
| Polar Express, The                                                         | Der Polarexpreß                                                                                           | Chris Van Allsburg                        |                                                    | englisch       | 1985            | 5+           |
| Jolly Postman, The                                                         | Die Märchenpost                                                                                           | Allan Ahlberg                             | Janet Ahlberg                                      | englisch       | 1986            | 5+           |
| Animalia                                                                   | | Graeme Base                               |                                                    | englisch       | 1986            | 5+           |
| Hey, Al                                                                    | | Arthur Yorinks                            | Richard Egielski                                   | englisch       | 1986            | 5+           |
| El Perro del Cerro y la Rana de la Sabana                                  | | Ana Maria Machado                         | Irene Savino                                       | spanisch       | 1986            | 5+           |
| Lend me Your Wings                                                         | | John Agard                                | Adrienne Kennaway                                  | englisch       | 1987            | 5+           |
| Henry and Mudge                                                            | | Cynthia Rylant                            | Suçie Stevenson                                    | englisch       | 1987            | 5+           |
| My Place                                                                   | | Nadia Wheatley                            | Donna Rawlins                                      | englisch       | 1987            | 5+           |
| The Hodgeheg                                                               | | Dick King-Smith                           | Ann Kronheimer                                     | englisch       | 1987            | 5+           |
| Balloon for Grandad, A                                                     | | Nigel Gray                                | Jane Ray                                           | englisch       | 1988            | 5+           |
| Anancy-Spiderman                                                           | | James Berry                               | Joseph Oiobu                                       | englisch       | 1988            | 5+           |
| Drac and the Gremlin                                                       | | Allan Baillie                             | Jane Tanner                                        | englisch       | 1988            | 5+           |
| Matilda                                                                    | Matilda                                                                                                   | Roald Dahl                                | Quentin Blake                                      | englisch       | 1988            | 5+           |
| Keeping Quilt, The                                                         | | Patricia Polacco                          |                                                    | englisch       | 1988            | 5+           |
| Lon Po Po                                                                  | | Ed Young                                  |                                                    | englisch       | 1989            | 5+           |
| Loulou                                                                     | Wer hat Angst vor einem Hasen?                                                                            | Grégoire Solotareff                       |                                                    | französisch    | 1989            | 5+           |
| True Story of the Three Little Pigs, The                                   | | Jon Scieszka                              | Lane Smith                                         | englisch       | 1989            | 5+           |
| Oh, the Places You'll Go                                                   | Wie schön! So viel wirst du sehen!                                                                        | Dr. Seuss                                 |                                                    | englisch       | 1990            | 5+           |
| Else-Marie och småpapporna                                                 | Elsie-Marie und die kleinen Papas                                                                         | Pija Lindenbaum                           |                                                    | schwedisch     | 1990            | 5+           |
| Min vän Percys magiska gymnastikskor                                       | Percys Turnschuhe                                                                                         | Ulf Stark                                 | Olof Landström                                     | schwedisch     | 1991            | 5+           |
| Tar Beach                                                                  | | Faith Ringgold                            |                                                    | englisch       | 1991            | 5+           |
| Stinky Cheese Man, The                                                     | | Jon Scieszka                              | Lane Smith                                         | englisch       | 1992            | 5+           |
| Little Bird, The                                                           | | Paro Anand                                |                                                    | englisch       | 1993            | 5+           |
| Amigos del Otro Lado                                                       | | Gloria Anzaldúa                           | Consuelo Méndez                                    | spanisch       | 1993            | 5+           |
| Stellaluna                                                                 | Stellaluna                                                                                                | Janell Cannon                             |                                                    | englisch       | 1993            | 5+           |
| Horrid Henry                                                               | Henry der Schreckliche                                                                                    | Francesca Simon                           | Tony Ross                                          | englisch       | 1994            | 5+           |
| Old Tom                                                                    | | Leigh Hobbs                               |                                                    | englisch       | 1994            | 5+           |
| Jennifer Jones Won't Leave me Alone                                        | | Frieda Wishinsky                          | Linda Hendry                                       | englisch       | 1995            | 5+           |
| Math Curse                                                                 | | Jon Scieszka                              | Lane Smith                                         | englisch       | 1995            | 5+           |
| La mucca Moka                                                              | Die Kuh Muh                                                                                               | Agostino Traini                           |                                                    | italienisch    | 1995            | 5+           |
| Lilly's Purple Plastic Purse                                               | Lilli & der Lieblingslehrer                                                                               | Kevin Henkes                              |                                                    | englisch       | 1996            | 5+           |
| Il mare in fondo al bosco                                                  | | Pinin Carpi                               |                                                    | italienisch    | 1997            | 5+           |
| Mi reino por un caballo                                                    | | Ana Maria Machado                         | Elisabeth Teixeira                                 | spanisch       | 1997            | 5+           |
| Great Escape from City Zoo, The                                            | | Tohby Riddle                              |                                                    | englisch       | 1997            | 5+           |
| Henry and Amy                                                              | | Stephen Michael King                      |                                                    | englisch       | 1998            | 5+           |
| Bad Case of Stripes, A                                                     | | David Shannon                             |                                                    | englisch       | 1998            | 5+           |
| Rumpelstiltskin and Other Grimm Tales                                      | | Carol Ann Duffy                           | Markéta Prachatiká                                 | englisch       | 1999            | 5+           |
| Dödenboken                                                                 | Was kommt dann?                                                                                           | Pernilla Stalfelt                         |                                                    | schwedisch     | 1999            | 5+           |
| I will Not Ever Never Eat a Tomato                                         | Nein! Tomaten ess ich nicht!                                                                              | Lauren Child                              |                                                    | englisch       | 2000            | 5+           |
| Fox                                                                        | Fuchs | Margaret Wild                             | Ron Brooks                                         | englisch       | 2000            | 5+           |
| Three Pigs, The                                                            | Die drei Schweine                                                                                         | David Wiesner                             |                                                    | englisch       | 2001            | 5+           |
| Dodo Gets Married                                                          | | Petra Mathers                             |                                                    | englisch       | 2001            | 5+           |
| Ug: Boy Genius of the Stone Age                                            | UG – Wunderkind aus der Steinzeit                                                                         | Raymond Briggs                            |                                                    | englisch       | 2001            | 5+           |
| Kärlekboken                                                                | Wenn Herzen klopfen                                                                                       | Pernilla Stalfelt                         |                                                    | schwedisch     | 2001            | 5+           |
| That Pesky Rat                                                             | Verflixter Ratz                                                                                           | Lauren Child                              |                                                    | englisch       | 2002            | 5+           |
| Beegu                                                                      | Beegu besucht die Erde                                                                                    | Alexis Deacon                             |                                                    | englisch       | 2003            | 5+           |
| Gittan och älgbrorsorna                                                    | Franziska und die Elchbrüder                                                                              | Pija Lindenbaum                           |                                                    | schwedisch     | 2003            | 5+           |
| Day the Babies Crawled Away, The                                           | | Peggy Rathman                             |                                                    | englisch       | 2003            | 5+           |
| El beso más largo del mundo                                                | | Ricardo Chávez Castañeda                  | Mary Rodríguez                                     | spanisch       | 2003            | 5+           |
| I Hate School                                                              | | Jeanne Willis                             | Tony Ross                                          | englisch       | 2003            | 5+           |
| Skippyjon Jones                                                            | | Judy Schachner                            |                                                    | englisch       | 2003            | 5+           |
| Komisario Nuusku ja makkaratehtaan arvoitus                                | | Asko Sirkiä                               | Pirjo Lipponen                                     | finnisch       | 2003            | 5+           |
| Tyttö ja naakkapuu                                                         | Das Mädchen unter dem Dohlenbaum                                                                          | Riitta Jalonen                            | Kristiina Louhi                                    | finnisch       | 2004            | 5+           |
| You're All My Favourites                                                   | Wen hast du am allerliebsten?                                                                             | Sam McBratney                             | Anita Jeram                                        | englisch       | 2004            | 5+           |
| Are We There Yet?                                                          | | Alison Lester                             |                                                    | englisch       | 2004            | 5+           |
| Sea Monster, The                                                           | | Christopher Wormell                       |                                                    | englisch       | 2005            | 5+           |
| Zen Shorts                                                                 | Ein Pandabär im Garten                                                                                    | Jon J Muth                                |                                                    | englisch       | 2005            | 5+           |
| Leonardo, the Terrible Monster                                             | Leonardo will gern schrecklich sein                                                                       | Mo Willems                                |                                                    | englisch       | 2005            | 5+           |
| Llama, Llama, Red Pajama                                                   | | Anna Dewdney                              |                                                    | englisch       | 2005            | 5+           |
| Wolves                                                                     | Achtung, Wolf!                                                                                            | Emily Gravett                             |                                                    | englisch       | 2005            | 5+           |
| Boy Who Grew Flowers, The                                                  | | Jen Wojtowicz                             | Steve Adams                                        | englisch       | 2005            | 5+           |
| Snip Snap                                                                  | | Mara Bergman                              | Nick Maland                                        | englisch       | 2005            | 5+           |
| Night Pirates, The                                                         | | Peter Harris                              | Deborah Allwright                                  | englisch       | 2005            | 5+           |
| Flotsam                                                                    | Strandgut                                                                                                 | David Wiesner                             |                                                    | englisch       | 2006            | 5+           |
| Nella casa del signor Tuono                                                | | Guido Quarzo                              | Fabrizio Monetti                                   | italienisch    | 2006            | 5+           |
| Adventures of the Dish and the Spoon, The                                  | | Mini Grey                                 |                                                    | englisch       | 2006            | 5+           |
| Äsops Fabeln                                                               | Äsops Fabeln                                                                                              | Äsop                                      |                                                    | griechisch     | ca. 550 v. Chr. | 8+           |
| أَلْفُ لَيْلَةٍ وَلَيْلَةٌ Alf Laylah wa-Laylah                                        | 1001 Nacht                                                                                                | unbekannt                                 |                                                    | arabisch       | ca. 1400        | 8+           |
| Les Contes de Fées                                                         | Klassische französische Märchen                                                                           | Marie-Catherine d’Aulnoy                  |                                                    | französisch    | 1697            | 8+           |
| Robinson der Jüngere                                                       | Robinson der Jüngere                                                                                      | Joachim Heinrich Campe                    |                                                    | deutsch        | 1779            | 8+           |
| Tales from Shakespeare                                                     | Erzählungen nach Shakespeare                                                                              | Charles Lamb und Mary Ann Lamb            |                                                    | englisch       | 1807            | 8+           |
| Der Schweizerische Robinson                                                | Der Schweizerische Robinson                                                                               | Johann David Wyss                         | Johann Emmanuel Wyss                               | deutsch        | 1812            | 8+           |
| Nussknacker und Mausekönig                                                 | Nussknacker und Mausekönig                                                                                | E. T. A. Hoffmann                         |                                                    | deutsch        | 1816            | 8+           |
| Pied Piper of Hamelin, The                                                 | Der Rattenfänger von Hameln                                                                               | Robert Browning                           |                                                    | englisch       | 1842            | 8+           |
| A Christmas Carol                                                          | Eine Weihnachtsgeschichte                                                                                 | Charles Dickens                           | John Leech                                         | englisch       | 1843            | 8+           |
| Der Struwwelpeter                                                          | Der Struwwelpeter                                                                                         | Heinrich Hoffmann                         |                                                    | deutsch        | 1845            | 8+           |
| Cuentos morales para niños formales                                        | | Rafael Pombo                              |                                                    | spanisch       | 1854            | 8+           |
| Water-Babies, The                                                          | Die Wasserkinder                                                                                          | Charles Kingsley                          | Edward Linley Sambourne                            | englisch       | 1863            | 8+           |
| Les malheurs de Sophie                                                     | Sophies Leiden                                                                                            | Sophie de Ségur                           | Horace Castelli                                    | französisch    | 1864            | 8+           |
| Alice's Adventures in Wonderland                                           | Alice im Wunderland                                                                                       | Lewis Carroll                             | John Tenniel                                       | englisch       | 1865            | 8+           |
| Through the Looking Glass                                                  | Alice hinter den Spiegeln                                                                                 | Lewis Carroll                             | John Tenniel                                       | englisch       | 1871            | 8+           |
| At the Back of the North Wind                                              | Hinter dem Nordwind                                                                                       | George MacDonald                          | Arthur Hughes                                      | englisch       | 1871            | 8+           |
| Adventures of Tom Sawyer, The                                              | Die Abenteuer des Tom Sawyer                                                                              | Mark Twain                                |                                                    | englisch       | 1876            | 8+           |
| Black Beauty                                                               | Black Beauty                                                                                              | Anna Sewell                               |                                                    | englisch       | 1877            | 8+           |
| Cuckoo Clock, The                                                          | | Mrs. Molesworth                           | Walter Crane                                       | englisch       | 1877            | 8+           |
| Princess and the Goblin, The                                               | Die Prinzessin und der Kobold                                                                             | George MacDonald                          | Arthur Hughes                                      | englisch       | 1878            | 8+           |
| Sans famille                                                               | Heimatlos                                                                                                 | Hector Malot                              | Émile Bayard                                       | französisch    | 1878            | 8+           |
| Prostonárodnie slovenské povesti                                           | Slowakische Volkssagen                                                                                    | Pavol Dobšinský                           |                                                    | slowakisch     | 1880            | 8+           |
| Uncle Remus Stories                                                        | Geschichten von Onkel Remus                                                                               | Joel Chandler Harris                      |                                                    | englisch       | 1881            | 8+           |
| Prince and the Pauper, The                                                 | Prinz und Bettelknabe                                                                                     | Mark Twain                                | Frank Merrill, John Harley und Ludvig Sandöe Ipsen | englisch       | 1881            | 8+           |
| Bevis                                                                      | | Richard Jefferies                         |                                                    | englisch       | 1882            | 8+           |
| Le avventure di Pinocchio                                                  | Pinocchio                                                                                                 | Carlo Collodi                             | Enrico Mazzanti                                    | italienisch    | 1883            | 8+           |
| Treasure Island                                                            | Die Schatzinsel                                                                                           | Robert Louis Stevenson                    |                                                    | englisch       | 1883            | 8+           |
| Adventures of Huckleberry Finn                                             | Die Abenteuer des Huckleberry Finn                                                                        | Mark Twain                                | Edward W. Kemble                                   | englisch       | 1884            | 8+           |
| Little Lord Fauntleroy                                                     | Der kleine Lord                                                                                           | Frances Hodgson Burnett                   | Reginald Birch                                     | englisch       | 1886            | 8+           |
| Canterville Ghost, The                                                     | Das Gespenst von Canterville                                                                              | Oscar Wilde                               | Frederick Henry Townsend                           | englisch       | 1887            | 8+           |
| Happy Prince, The                                                          | Der glückliche Prinz                                                                                      | Oscar Wilde                               | Walter Crane und George Percy Jacomb-Hood          | englisch       | 1888            | 8+           |
| Poil de carotte                                                            | Rotfuchs                                                                                                  | Jules Renard                              | Félix Vallotton                                    | französisch    | 1894            | 8+           |
| Moonfleet                                                                  | Moonfleet                                                                                                 | J. Meade Falkner                          |                                                    | englisch       | 1898            | 8+           |
| Il Corsaro Nero                                                            | Der Schwarze Korsar                                                                                       | Emilio Salgari                            | Pipein Gamba                                       | italienisch    | 1898            | 8+           |
| Story of the Treasure Seekers, The                                         | Die Schatzsucher                                                                                          | E. Nesbit                                 |                                                    | englisch       | 1899            | 8+           |
| Wonderful Wizard of Oz, The                                                | Der Zauberer von Oz                                                                                       | Lyman Frank Baum                          | William Wallace Denslow                            | englisch       | 1900            | 8+           |
| La regina dei Caraibi                                                      | Die Karibenkönigin                                                                                        | Emilio Salgari                            | Pipein Gamba                                       | italienisch    | 1901            | 8+           |
| Sussi e Biribissi                                                          | | Collodi Nipote                            |                                                    | italienisch    | 1902            | 8+           |
| Five Children and It                                                       | Der Sandelf                                                                                               | E. Nesbit                                 | H. R. Millar                                       | englisch       | 1902            | 8+           |
| Rebecca of Sunnybrook Farm                                                 | Rebekka vom Sonnenbachhof                                                                                 | Kate Douglas Wiggin                       | Helen Mason Grose                                  | englisch       | 1903            | 8+           |
| Bobbsey Twins, The                                                         | | Laura Hope                                | Martha E. Miller                                   | englisch       | 1904            | 8+           |
| Little Princess, A                                                         | Prinzessin Sara                                                                                           | Frances Hodgson Burnett                   | Harold Piffard                                     | englisch       | 1905            | 8+           |
| Il Capitan Tempesta                                                        | Hauptmann Tempesta                                                                                        | Emilio Salgari                            | Alberto della Valle                                | italienisch    | 1905            | 8+           |
| Bécassine                                                                  | Bécassine                                                                                                 | Jacqueline Rivière                        | Joseph Pinchon                                     | französisch    | 1905            | 8+           |
| A Pál-utcai fiúk                                                           | Die Jungen der Paulstraße                                                                                 | Ferenc Molnár                             |                                                    | ungarisch      | 1906            | 8+           |
| Peter Pan in Kensington Gardens                                            | Peter Pan                                                                                                 | J. M. Barrie                              | Arthur Rackham                                     | englisch       | 1906            | 8+           |
| Cautionary Tales for Children                                              | Hilaire Bellocs Klein-Kinder-Bewahr-Anstalt                                                               | Hilaire Belloc                            | Basil Temple Blackwood                             | englisch       | 1907            | 8+           |
| Arsène Lupin, gentleman-cambrioleur                                        | Arsène Lupin, der Gentleman-Einbrecher                                                                    | Maurice Leblanc                           |                                                    | französisch    | 1907            | 8+           |
| Nils Holgerssons underbara resa genom Sverige                              | Wunderbare Reise des Nils Holgersson                                                                      | Selma Lagerlöf                            |                                                    | schwedisch     | 1907            | 8+           |
| Wind in the Willows, The                                                   | Der Wind in den Weiden                                                                                    | Kenneth Grahame                           |                                                    | englisch       | 1908            | 8+           |
| Anne of Green Gables                                                       | Anne auf Green Gables                                                                                     | Lucy Maud Montgomery                      | May Claus und William Claus                        | englisch       | 1908            | 8+           |
| Las aventuras extraordinarias de Massagran                                 | | Josep Maria Folch i Torres                | Joan García Junceda i Supervia                     | spanisch       | 1910            | 8+           |
| Secret Garden, The                                                         | Der geheime Garten                                                                                        | Frances Hodgson Burnett                   | Charles Robinson                                   | englisch       | 1911            | 8+           |
| Il giornalino di Gian Burrasca                                             | Das Tagebuch von Gian Burrasca                                                                            | Vamba                                     |                                                    | italienisch    | 1911            | 8+           |
| Nesthäkchen und ihre Puppen                                                | Nesthäkchen und ihre Puppen                                                                               | Else Ury                                  |                                                    | deutsch        | 1913            | 8+           |
| Pollyanna                                                                  | Pollyanna                                                                                                 | Eleanor Hodgman Porter                    |                                                    | englisch       | 1913            | 8+           |
| Platero y yo                                                               | Platero und ich                                                                                           | Juan Ramón Jiménez                        |                                                    | spanisch       | 1914            | 8+           |
| Young Visiters, The                                                        | Junge Gäste                                                                                               | Daisy Ashford                             |                                                    | englisch       | 1919            | 8+           |
| Story of Doctor Dolittle, The                                              | Doktor Dolittle und seine Tiere                                                                           | Hugh Lofting                              |                                                    | englisch       | 1920            | 8+           |
| Just William                                                               | | Richmal Crompton                          | Thomas Henry                                       | englisch       | 1922            | 8+           |
| Boxcar Children, The                                                       | | Gertrude Chandler                         |                                                    | englisch       | 1924            | 8+           |
| School at the Châlet, The                                                  | | Elinor Brent-Dyer                         | Nina K. Brisley                                    | englisch       | 1925            | 8+           |
| Hardy Boys: The Tower Treasure, The                                        | Die Hardy-Boys                                                                                            | Franklin W. Dixon                         |                                                    | englisch       | 1927            | 8+           |
| Tintin au pays des Soviets                                                 | Tim und Struppi: Tim im Lande der Sowjets                                                                 | Hergé                                     |                                                    | französisch    | 1929            | 8+           |
| Emil und die Detektive                                                     | Emil und die Detektive                                                                                    | Erich Kästner                             | Walter Trier                                       | deutsch        | 1929            | 8+           |
| Celia lo que dice                                                          | | Elena Fortun                              | Molina Gallent                                     | spanisch       | 1929            | 8+           |
| Swallows and Amazons                                                       | Der Kampf um die Insel                                                                                    | Arthur Ransome                            |                                                    | englisch       | 1930            | 8+           |
| Secret of the Old Clock, The                                               | Das Geheimnis der alten Uhr                                                                               | Carolyn Keene                             |                                                    | englisch       | 1930            | 8+           |
| Kubula a Kuba Kubikula                                                     | Kubula und Kuba Kubikula                                                                                  | Vladislav Vančura                         | Ondřej Sekora                                      | tschechisch    | 1931            | 8+           |
| Das rote U: eine Jungengeschichte                                          | Das rote U: eine Jungengeschichte                                                                         | Wilhelm Matthießen                        |                                                    | deutsch        | 1932            | 8+           |
| Little House in the Big Woods                                              | Kleines Haus im großen Wald                                                                               | Laura Ingalls Wilder                      | Garth Williams                                     | englisch       | 1932            | 8+           |
| Farmer Boy                                                                 | Farmer Boy                                                                                                | Laura Ingalls Wilder                      | Garth Williams                                     | englisch       | 1933            | 8+           |
| Professor Branestawm                                                       | Professor Hirnschlags Abenteuer                                                                           | Norman Hunter                             | William Heath Robinson                             | englisch       | 1933            | 8+           |
| Ginga Tetsudō no Yoru                                                      | Transgalaktischer Nachtzug                                                                                | Miyazawa Kenji                            | Bryn Barnard                                       | japanisch      | 1934            | 8+           |
| Mary Poppins                                                               | Mary Poppins                                                                                              | P. L. Travers                             | Mary Shepard                                       | englisch       | 1934            | 8+           |
| Little House on the Prairie                                                | Laura in der Prärie                                                                                       | Laura Wilder                              | Garth Williams                                     | englisch       | 1935            | 8+           |
| Good Master, The                                                           | Pusztakinder                                                                                              | Kate Seredy                               |                                                    | englisch       | 1935            | 8+           |
| Box of Delights, The                                                       | Das magische Kästchen: wenn die Wölfe jagen                                                               | John Masefield                            |                                                    | englisch       | 1935            | 8+           |
| Pony for Jean, A                                                           | | Joanna Cannan                             | Anne Bullen                                        | englisch       | 1936            | 8+           |
| Ballet Shoes                                                               | Ballettschuhe: drei Kinder auf der Bühne                                                                  | Noel Streatfeild                          | Ruth Gervis                                        | englisch       | 1936            | 8+           |
| Worzel Gummidge                                                            | | Barbara Euphan Todd                       | Elizabeth Alldridge                                | englisch       | 1936            | 8+           |
| Pigeon Post                                                                | | Arthur Ransome                            |                                                    | englisch       | 1936            | 8+           |
| Adventures of the Wishing Chair, The                                       | Der Wunschstuhl                                                                                           | Enid Blyton                               | Hilda McGavin                                      | englisch       | 1937            | 8+           |
| Far-Distant Oxus, The                                                      | | Katherine Hull                            | Pamela Whitlock                                    | englisch       | 1937            | 8+           |
| Family From One End Street, The                                            | Familie Ruggles wird bekannt                                                                              | Eve Garnett                               |                                                    | englisch       | 1937            | 8+           |
| Hobbit, The                                                                | Der kleine Hobbit                                                                                         | J. R. R. Tolkien                          |                                                    | englisch       | 1937            | 8+           |
| Red Pony, The                                                              | Der rote Pony                                                                                             | John Steinbeck                            |                                                    | englisch       | 1937            | 8+           |
| My Friend Mr. Leakey                                                       | Mein Freund der Zauberer                                                                                  | J. B. S. Haldane                          |                                                    | englisch       | 1937            | 8+           |
| Circus is Coming, The                                                      | Zirkusschuhe                                                                                              | Noel Streatfeild                          | Stephen Spurrier                                   | englisch       | 1938            | 8+           |
| Sword in the Stone, The                                                    | Das Schwert im Stein                                                                                      | T. H. White                               |                                                    | englisch       | 1938            | 8+           |
| Old Possum's Book of Practical Cats                                        | Old Possums Katzenbuch                                                                                    | T. S. Eliot                               | Nicolas Bentley                                    | englisch       | 1939            | 8+           |
| Ship that Flew, The                                                        | | Hilda Lewis                               | Nora Lavrin                                        | englisch       | 1939            | 8+           |
| Traveller in Time, A                                                       | | Alison Utley                              |                                                    | englisch       | 1939            | 8+           |
| Lassie Come-Home                                                           | Lassie kehrt zurück                                                                                       | Eric Knight                               | Marguerite Kirmse                                  | englisch       | 1940            | 8+           |
| Betsy-Tacy                                                                 | | Maud Lovelace                             | Lois Lenski                                        | englisch       | 1940            | 8+           |
| Black Stallion, The                                                        | Blitz, der schwarze Hengst                                                                                | Walter Farley                             | Keith Ward                                         | englisch       | 1941            | 8+           |
| Swish of the Curtain, The                                                  | | Pamela Brown                              |                                                    | englisch       | 1941            | 8+           |
| Little Grey Men, The                                                       | Die Wichtelreise                                                                                          | B.B.                                      |                                                    | englisch       | 1942            | 8+           |
| Five on a Treasure Island                                                  | Fünf Freunde erforschen die Schatzinsel                                                                   | Enid Blyton                               | Eileen Soper                                       | englisch       | 1942            | 8+           |
| Le Petit Prince                                                            | Der kleine Prinz                                                                                          | Antoine de Saint-Exupéry                  |                                                    | französisch    | 1943            | 8+           |
| Hundred Dresses, The                                                       | | Eleanor Estes                             | Louis Slobodkin                                    | englisch       | 1944            | 8+           |
| Brendon Chase                                                              | Im Schatten der Eule                                                                                      | B.B.                                      |                                                    | englisch       | 1944            | 8+           |
| Rabbit Hill                                                                | Glückliche Tage                                                                                           | Robert Lawson                             |                                                    | englisch       | 1944            | 8+           |
| Wind on the Moon                                                           | Wind im Mond                                                                                              | Eric Linklater                            | Nicolas Bentley                                    | englisch       | 1944            | 8+           |
| Stuart Little                                                              | Klein Stuart                                                                                              | Elwyn Brooks White                        | Garth Williams                                     | englisch       | 1945            | 8+           |
| La famosa invasione degli orsi in Sicilia                                  | Wie die Bären einst Sizilien eroberten                                                                    | Dino Buzzati                              |                                                    | italienisch    | 1945            | 8+           |
| Lucky Luke—Arizona 1880                                                    | Lucky Luke—Arizona 1880                                                                                   | Morris                                    |                                                    | französisch    | 1946            | 8+           |
| Little White Horse, The                                                    | Das kleine weiße Pferd                                                                                    | Elizabeth Goudge                          | C. Walter Hodges                                   | englisch       | 1946            | 8+           |
| Mistress Masham's Repose                                                   | Schloß Malplaquet oder Lilliput im Exil                                                                   | T. H. White                               | Fritz Eichenberg                                   | englisch       | 1946            | 8+           |
| Kometjakten                                                                | Komet im Mumintal                                                                                         | Tove Jansson                              |                                                    | finnisch       | 1946            | 8+           |
| School for Cats, The                                                       | | Esther Averill                            |                                                    | englisch       | 1947            | 8+           |
| Misty of Chincoteague                                                      | Misty, die berühmte Ponystute                                                                             | Marguerite Henry                          | Wesley Dennis                                      | englisch       | 1947            | 8+           |
| Billy Bunter of Greyfriars School                                          | | Frank Richards                            |                                                    | englisch       | 1947            | 8+           |
| Twenty-One Balloons, The                                                   | Die einundzwanzig Ballone                                                                                 | William Pène du Bois                      |                                                    | englisch       | 1947            | 8+           |
| Hurrah for St. Trinian's                                                   | | Ronald Searle                             |                                                    | englisch       | 1948            | 8+           |
| Antoñita La Fantastica                                                     | | Borita Casas                              | Mariano Zaragüeta                                  | spanisch       | 1948            | 8+           |
| Autumn Term                                                                | | Antonia Forest                            |                                                    | englisch       | 1948            | 8+           |
| Trollkarlens hatt                                                          | Eine drollige Gesellschaft                                                                                | Tove Jansson                              |                                                    | finnisch       | 1948            | 8+           |
| Amazon Adventure                                                           | Abenteuer am Amazonas                                                                                     | Willard Price                             |                                                    | englisch       | 1949            | 8+           |
| De Kinder Karavaan                                                         | Die Kinderkarawane                                                                                        | An Rutgers                                | Carl Hollander                                     | niederländisch | 1949            | 8+           |
| Thirteen Clocks, The                                                       | Die 13 Uhren                                                                                              | James Thurber                             | Marc Simont                                        | englisch       | 1950            | 8+           |
| Lion, the Witch and the Wardrobe, The                                      | Der König von Narnia                                                                                      | C. S. Lewis                               | Pauline Baynes                                     | englisch       | 1950            | 8+           |
| La princesita que tenía los dedos mágicos                                  | | María Luisa Gefaell                       | Pilarín Ballés                                     | spanisch       | 1950            | 8+           |
| Las aventuras de Machu Picchu                                              | | Ciro Alegria                              |                                                    | spanisch       | 1950            | 8+           |
| Cuentos del picaro tio conejo                                              | | Euclides Jaramillo                        |                                                    | spanisch       | 1950            | 8+           |
| Jyangeru taitei                                                            | Kimba, der weiße Löwe                                                                                     | Osamu Tezuka                              |                                                    | japanisch      | 1950            | 8+           |
| Prince Caspian                                                             | Prinz Kaspian von Narnia                                                                                  | C. S. Lewis                               | Pauline Baynes                                     | englisch       | 1951            | 8+           |
| Le avventure di Cipollino                                                  | Zwiebelchen                                                                                               | Gianni Rodari                             | Raul Verdini                                       | italienisch    | 1951            | 8+           |
| Voyage of the Dawn Treader, The                                            | Die Reise auf der Morgenröte                                                                              | C. S. Lewis                               | Pauline Baynes                                     | englisch       | 1952            | 8+           |
| Borrowers, The                                                             | Die Borger                                                                                                | Mary Norton                               | Diana Stanley                                      | englisch       | 1952            | 8+           |
| Tetsuwan Atomu                                                             | Astro Boy                                                                                                 | Osamu Tezuka                              |                                                    | japanisch      | 1952            | 8+           |
| Marcelino, pan y vino                                                      | Der kleine Marcelino                                                                                      | José María Sánchez-Silva                  | Lorenzo Goñi                                       | spanisch       | 1952            | 8+           |
| Jennings and Darbishire                                                    | | Anthony Buckeridge                        |                                                    | englisch       | 1952            | 8+           |
| Down with Skool!                                                           | Sah ein Knab ein Röslein stehen oder Vom Umgang mit Lehrkörpern                                           | Geoffrey Willans                          | Ronald Searle                                      | englisch       | 1953            | 8+           |
| Kid for Two Farthings, A                                                   | Ein Zicklein für zwei Heller                                                                              | Wolf Mankowitz                            |                                                    | englisch       | 1953            | 8+           |
| Half Magic                                                                 | | Edward Eager                              | N. M. Bodecker                                     | englisch       | 1954            | 8+           |
| Children of Green Knowe, The                                               | Die Kinder von Green Knowe                                                                                | Lucy Boston                               | Peter Boston                                       | englisch       | 1954            | 8+           |
| Child's Christmas in Wales, A                                              | Eines Kindes Weihnacht in Wales                                                                           | Dylan Thomas                              | Edward Ardizzone                                   | englisch       | 1954            | 8+           |
| Wheel on the School, The                                                   | Das Rad auf der Schule                                                                                    | Meindert DeJong                           | Maurice Sendak                                     | englisch       | 1954            | 8+           |
| Hobberdy Dick                                                              | | Katharine Mary Briggs                     | Jane Kingshill                                     | englisch       | 1955            | 8+           |
| Little Bookroom                                                            | Verzauberte Welt                                                                                          | Eleanor Farjeon                           | Edward Ardizzone                                   | englisch       | 1955            | 8+           |
| Minnow on the Say                                                          | Die Fährte des Herrn Laberdan                                                                             | Philippa Pearce                           | Edward Ardizzone                                   | englisch       | 1955            | 8+           |
| Le Cheval sans tête                                                        | Das Pferd ohne Kopf                                                                                       | Paul Berna                                | Richard Kennedy                                    | französisch    | 1955            | 8+           |
| Old Yeller                                                                 | Sein Freund Jello                                                                                         | Fred Gipson                               |                                                    | englisch       | 1956            | 8+           |
| Hundred and One Dalmatians, The                                            | Hundertundein Dalmatiner                                                                                  | Dodie Smith                               | Janet Johnstone und Anne Grahame Johnstone         | englisch       | 1956            | 8+           |
| Warden's Niece, The                                                        | | Gillian Avery                             | Dick Hart                                          | englisch       | 1957            | 8+           |
| Tüskevár                                                                   | Im Bannkreis der Dornenburg                                                                               | István Fekete                             |                                                    | ungarisch      | 1957            | 8+           |
| Gaston                                                                     | Gaston | André Franquin                            |                                                    | französisch    | 1957            | 8+           |
| Tom's Midnight Garden                                                      | Als die Uhr dreizehn schlug                                                                               | Philippa Pearce                           | Susan Einzig                                       | englisch       | 1958            | 8+           |
| Warrior Scarlet                                                            | Scharlachrot                                                                                              | Rosemary Sutcliff                         | Charles Keeping                                    | englisch       | 1958            | 8+           |
| Mortadelo y Filemón                                                        | Clever & Smart                                                                                            | Francisco Ibáñez                          |                                                    | spanisch       | 1958            | 8+           |
| Walkabout                                                                  | | James Vance Marshall                      |                                                    | englisch       | 1959            | 8+           |
| El niño, la Golondrina y el Gato                                           | | Miguel Buñuel                             | Lorenzo Goñi                                       | spanisch       | 1959            | 8+           |
| Mein Urgroßvater und ich                                                   | Mein Urgroßvater und ich                                                                                  | James Krüss                               | Jochen Bartsch                                     | deutsch        | 1959            | 8+           |
| Cricket in Times Square, The                                               | Eine Grille in New York                                                                                   | George Selden                             | Garth Williams                                     | englisch       | 1960            | 8+           |
| Bonny Pit Laddie, The                                                      | Eine Laterne für Bennie                                                                                   | Frederick Grice                           | Brian Wildsmith                                    | englisch       | 1960            | 8+           |
| Knight's Fee                                                               | Randal, der Ritter                                                                                        | Rosemary Sutcliff                         | Charles Keeping                                    | englisch       | 1960            | 8+           |
| Jim Knopf und Lukas der Lokomotivführer                                    | Jim Knopf und Lukas der Lokomotivführer                                                                   | Michael Ende                              | Franz Josef Tripp                                  | deutsch        | 1960            | 8+           |
| Asterix le Gaulois                                                         | Asterix der Gallier                                                                                       | René Goscinny                             | Albert Uderzo                                      | französisch    | 1961            | 8+           |
| Incredible Journey, The                                                    | Die unglaubliche Reise                                                                                    | Sheila Burnford                           |                                                    | englisch       | 1961            | 8+           |
| James and the Giant Peach                                                  | James und der Riesenpfirsich                                                                              | Roald Dahl                                | Nancy Ekholm Burkert                               | englisch       | 1961            | 8+           |
| Fantômette                                                                 | | Georges Chaulet                           | Jeanne Hives                                       | französisch    | 1961            | 8+           |
| Les Six Compagnons                                                         | Wir sechs                                                                                                 | Paul-Jacques Bonzon                       | Albert Chazelle                                    | französisch    | 1961            | 8+           |
| Phantom Tollbooth, The                                                     | Milos ganz und gar unmögliche Reise                                                                       | Norton Juster                             | Jules Feiffer                                      | englisch       | 1961            | 8+           |
| Where the Red Fern Grows                                                   | | Wilson Rawls                              |                                                    | englisch       | 1961            | 8+           |
| D'Aulaires' Book of Greek Myths                                            | | Ingri D'Aulaire und Edgar Parin D'Aulaire |                                                    | englisch       | 1962            | 8+           |
| Winged Watchman, The                                                       | | Hilda van Stockum                         |                                                    | englisch       | 1962            | 8+           |
| Dog So Small, A                                                            | Ben und sein kleiner Hund Chiquitita                                                                      | Philippa Pearce                           | Jules Feiffer                                      | englisch       | 1962            | 8+           |
| Zahrada                                                                    | 5 Buben und 5 Elefanten                                                                                   | Jiří Trnka                                |                                                    | tschechisch    | 1962            | 8+           |
| Wolves of Willoughby Chase, The                                            | Wölfe ums Schloß                                                                                          | Joan Aiken                                | Pat Marriott                                       | englisch       | 1962            | 8+           |
| Little Pot Boiler, The                                                     | | Spike Milligan                            |                                                    | englisch       | 1963            | 8+           |
| How the Whale Became                                                       | Wie der Wal erschaffen wurde                                                                              | Ted Hughes                                | George Worsley Adamson                             | englisch       | 1963            | 8+           |
| Marcovaldo                                                                 | Marcovaldo                                                                                                | Italo Calvino                             |                                                    | italienisch    | 1963            | 8+           |
| Stig of the Dump                                                           | Ein Freund wie Stig                                                                                       | Clive King                                | Edward Ardizzone                                   | englisch       | 1963            | 8+           |
| Uncle                                                                      | | J. P. Martin                              | Quentin Blake                                      | englisch       | 1964            | 8+           |
| Chitty Chitty Bang Bang                                                    | Tschitti-Tschitti-Bäng-Bäng                                                                               | Ian Fleming                               | John Burningham                                    | englisch       | 1964            | 8+           |
| Den vita stenen                                                            | Der weiße Stein                                                                                           | Gunnel Linde                              | Eric Palmquist                                     | schwedisch     | 1964            | 8+           |
| Harriet the Spy                                                            | Harriet, Spionage aller Art                                                                               | Louise Fitzhugh                           |                                                    | englisch       | 1964            | 8+           |
| Las aventuras del sapo Ruperto                                             | | Roy Berocay                               | José Miguel Silva Lara                             | spanisch       | 1964            | 8+           |
| Charlie and the Chocolate Factory                                          | Charlie und die Schokoladenfabrik                                                                         | Roald Dahl                                | Joseph Schindelman                                 | englisch       | 1964            | 8+           |
| Violetta la timida                                                         | Das Mädchen Violetta                                                                                      | Giana Anguissola                          |                                                    | italienisch    | 1964            | 8+           |
| Book of Three, The                                                         | Taran und das Zauberschwein                                                                               | Lloyd Alexander                           |                                                    | englisch       | 1964            | 8+           |
| Nurse Matilda                                                              | Nanny Matilda                                                                                             | Christianna Brand                         | Edward Ardizzone                                   | englisch       | 1964            | 8+           |
| Elidor                                                                     | Elidor | Alan Garner                               | Charles Keeping                                    | englisch       | 1965            | 8+           |
| Vuk                                                                        | Der schlaue Fuchs                                                                                         | István Fekete                             |                                                    | ungarisch      | 1965            | 8+           |
| Mouse and the Motorcycle, The                                              | Die Maus und das Motorrad                                                                                 | Beverly Cleary                            | Louis Darling                                      | englisch       | 1965            | 8+           |
| Favole al telefono                                                         | Gutenachtgeschichten am Telefon                                                                           | Gianni Rodari                             | Bruno Munari                                       | italienisch    | 1965            | 8+           |
| Het Sleutelkruid                                                           | Das Schlüsselkraut                                                                                        | Paul Biegel                               |                                                    | niederländisch | 1965            | 8+           |
| Ash Road                                                                   | Plötzlich in der Nacht                                                                                    | Ivan Southall                             | Clem Seale                                         | englisch       | 1965            | 8+           |
| Magic Finger, The                                                          | Der Zauberfinger                                                                                          | Roald Dahl                                | William Pène du Bois                               | englisch       | 1966            | 8+           |
| Hakaba Kitaro                                                              | Ge-Ge-Ge no Kitaro                                                                                        | Shigeru Mizuki                            |                                                    | japanisch      | 1966            | 8+           |
| L'albero del riccio                                                        | Der Igelbaum                                                                                              | Antonio Gramsci                           |                                                    | italienisch    | 1966            | 8+           |
| Mouse and His Child, The                                                   | Der Mausevater und sein Sohn                                                                              | Russell Hoban                             | Lillian Hoban                                      | englisch       | 1967            | 8+           |
| From the Mixed-up Files of Mrs. Basil E. Frankweiler                       | Die heimlichen Museumsgäste                                                                               | E. L. Konigsburg                          |                                                    | englisch       | 1967            | 8+           |
| Goalkeeper's Revenge, The                                                  | | Bill Naughton                             |                                                    | englisch       | 1967            | 8+           |
| D'Aulaires' Norse Gods and Giants                                          | | Ingri D'Aulaire und Edgar Parin D'Aulaire |                                                    | englisch       | 1967            | 8+           |
| Contes de la rue Broca                                                     | | Pierre Gripari                            | Claude Lapointe                                    | französisch    | 1967            | 8+           |
| Wizard of Earthsea, A                                                      | Der Magier der Erdsee                                                                                     | Ursula K. Le Guin                         |                                                    | englisch       | 1968            | 8+           |
| Iron Man: A Children’s Story in Five Nights, The                           | Der Eisenmann                                                                                             | Ted Hughes                                | George Adamson                                     | englisch       | 1968            | 8+           |
| O meu pé de laranja lima                                                   | Mein kleiner Orangenbaum                                                                                  | José Mauro de Vasconcelos                 |                                                    | portugiesisch  | 1968            | 8+           |
| ドラえもん Doraemon                                                        | Doraemon: ein japanischer Comic-Held                                                                      | Fujiko Fujio                              |                                                    | japanisch      | 1968            | 8+           |
| Pair of Jesus Boots, A                                                     | | Sylvia Sherry                             |                                                    | englisch       | 1969            | 8+           |
| Charlotte Sometimes                                                        | | Penelope Farmer                           |                                                    | englisch       | 1969            | 8+           |
| De kleine kapitein                                                         | Der kleine Kapitän                                                                                        | Paul Biegel                               | Carl Hollander                                     | niederländisch | 1970            | 8+           |
| Are You There God? It's Me, Margaret.                                      | Bist du da, Gott? Ich bin’s, Margaret                                                                     | Judy Blume                                |                                                    | englisch       | 1970            | 8+           |
| When Hitler Stole Pink Rabbit                                              | Als Hitler das rosa Kaninchen stahl                                                                       | Judith Kerr                               |                                                    | englisch       | 1971            | 8+           |
| Vendredi ou la vie sauvage                                                 | Freitag oder das Leben in der Wildnis                                                                     | Michel Tournier                           | Georges Lemoine                                    | französisch    | 1971            | 8+           |
| Shrinking of Treehorn, The                                                 | Schorschi schrumpft                                                                                       | Florence Parry Heide                      | Edward Gorey                                       | englisch       | 1971            | 8+           |
| Carpet People, The                                                         | Die Teppichvölker                                                                                         | Terry Pratchett                           |                                                    | englisch       | 1971            | 8+           |
| Mrs. Frisby and the Rats of NIMH                                           | Frau Frisby und die Ratten von NIMH                                                                       | Robert C. O’Brien                         |                                                    | englisch       | 1971            | 8+           |
| Wir pfeifen auf den Gurkenkönig                                            | Wir pfeifen auf den Gurkenkönig                                                                           | Christine Nöstlinger                      | Werner Maurer                                      | deutsch        | 1972            | 8+           |
| Watership Down                                                             | Unten am Fluss                                                                                            | Richard Adams                             |                                                    | englisch       | 1972            | 8+           |
| Efrem il cavaliere                                                         | | Mino Milani                               |                                                    | italienisch    | 1972            | 8+           |
| Ghost of Thomas Kempe, The                                                 | Der Geist des Apothekers                                                                                  | Penelope Lively                           | Anthony Maitland                                   | englisch       | 1973            | 8+           |
| Stradbroke Dreamtime                                                       | Stradbrokes Traumzeit                                                                                     | Oodgeroo Noonuccal                        | Bronwyn Bancroft                                   | englisch       | 1972            | 8+           |
| Eighteenth Emergency, The                                                  | Notfall Nr. 18                                                                                            | Betsy Byars                               |                                                    | englisch       | 1973            | 8+           |
| Clorofilla dal cielo blu                                                   | | Bianca Pitzorno                           | Gianna Santini Valeriani                           | italienisch    | 1973            | 8+           |
| Bröderna Lejonhjärta                                                       | Die Brüder Löwenherz                                                                                      | Astrid Lindgren                           | Ilon Wikland                                       | schwedisch     | 1973            | 8+           |
| Kruistocht in spijkerbroek                                                 | Kreuzzug in Jeans                                                                                         | Thea Beckman                              |                                                    | niederländisch | 1973            | 8+           |
| Grinny                                                                     | | Nicholas Fisk                             |                                                    | englisch       | 1973            | 8+           |
| Fib, The                                                                   | | George Layton                             |                                                    | englisch       | 1975            | 8+           |
| Konrad oder Das Kind aus der Konservenbüchse                               | Konrad oder Das Kind aus der Konservenbüchse                                                              | Christine Nöstlinger                      | Franz Wittkamp                                     | deutsch        | 1975            | 8+           |
| Oma                                                                        | Oma | Peter Härtling                            | Peter Knorr                                        | deutsch        | 1975            | 8+           |
| Stone Book, The                                                            | | Alan Garner                               | Michael Foreman                                    | englisch       | 1976            | 8+           |
| Ordinary Jack                                                              | Ein ganz gewöhnlicher Jack                                                                                | Helen Cresswell                           |                                                    | englisch       | 1977            | 8+           |
| Bridge to Terabithia                                                       | Die Brücke nach Terabithia                                                                                | Katherine Paterson                        | Donna Diamond                                      | englisch       | 1977            | 8+           |
| Turbulent Term of Tyke Tiler, The                                          | Mensch Theo!                                                                                              | Gene Kemp                                 | Carolyn Dinan                                      | englisch       | 1977            | 8+           |
| Storm Boy                                                                  | Sturmboy                                                                                                  | Colin Thiele                              |                                                    | englisch       | 1977            | 8+           |
| Charmed Life                                                               | Neun Leben für den Zauberer                                                                               | Diana Wynne Jones                         |                                                    | englisch       | 1977            | 8+           |
| El Hombrecito Vestido de Gris                                              | | Fernando Alonso                           | Ulises Wensell                                     | spanisch       | 1978            | 8+           |
| Kaziranga Trail, The                                                       | Nashorndiebe am Brahmaputra                                                                               | Arup Kumar Dutta                          |                                                    | englisch       | 1978            | 8+           |
| Under the Mountain                                                         | | Maurice Gee                               |                                                    | englisch       | 1979            | 8+           |
| Fray Perico y su borrico                                                   | | Juan Muñoz Martín                         | Antonio Tello                                      | spanisch       | 1979            | 8+           |
| Anastasia Krupnik                                                          | Anastasia mit den 15 Sommersprossen                                                                       | Lois Lowry                                | Diane deGroat                                      | englisch       | 1979            | 8+           |
| Jacob Have I Loved                                                         | Aber Jakob habe ich geliebt                                                                               | Katherine Paterson                        |                                                    | englisch       | 1980            | 8+           |
| Night Swimmers                                                             | Mondnacht                                                                                                 | Betsy Byars                               |                                                    | englisch       | 1980            | 8+           |
| Superfudge                                                                 | Futsch | Judy Blume                                |                                                    | englisch       | 1980            | 8+           |
| Indian in the Cupboard, The                                                | Der Indianer im Kühlschrank                                                                               | Lynne Reid Banks                          | Robin Jacques                                      | englisch       | 1980            | 8+           |
| Nothing to be Afraid Of                                                    | | Jan Mark                                  | David Parkins                                      | englisch       | 1980            | 8+           |
| Jules Ratte                                                                | Jules Ratte                                                                                               | Peter Hacks                               | Klaus Ensikat                                      | deutsch        | 1981            | 8+           |
| Goodnight Mister Tom                                                       | Der Junge aus London                                                                                      | Michelle Magorian                         |                                                    | englisch       | 1981            | 8+           |
| Ronja rövardotter                                                          | Ronja Räubertochter                                                                                       | Astrid Lindgren                           |                                                    | schwedisch     | 1981            | 8+           |
| The BFG                                                                    | Sophiechen und der Riese                                                                                  | Roald Dahl                                | Quentin Blake                                      | englisch       | 1982            | 8+           |
| Haunting, The                                                              | Barneys Besucher                                                                                          | Margaret Mahy                             |                                                    | englisch       | 1982            | 8+           |
| The Rattle Bag                                                             | | Seamus Heaney und Ted Hughes              |                                                    | englisch       | 1982            | 8+           |
| When the Wind Blows                                                        | Strahlende Zeiten                                                                                         | Raymond Briggs                            |                                                    | englisch       | 1982            | 8+           |
| Bisa Bia, Bisa Bei                                                         | Bisa Bia – Bisa Bel                                                                                       | Ana Maria Machado                         | Regina Yolanda                                     | portugiesisch  | 1982            | 8+           |
| Nansheng Jia Li                                                            | | Qin Wenjun                                |                                                    | chinesisch     | 1982            | 8+           |
| Demon Headmaster, The                                                      | Der unheimliche Direktor                                                                                  | Gillian Cross                             |                                                    | englisch       | 1982            | 8+           |
| Mach a Sebestová                                                           | Der abgerissene Telefonhörer                                                                              | Miloš Macourek                            | Adolf Born                                         | tschechisch    | 1982            | 8+           |
| War Horse                                                                  | Schicksalsgefährten                                                                                       | Michael Morpurgo                          |                                                    | englisch       | 1982            | 8+           |
| Sheep-Pig, The                                                             | Schwein gehabt!                                                                                           | Dick King-Smith                           | Mary Rayner                                        | englisch       | 1983            | 8+           |
| Sonntagskind                                                               | Sonntagskind                                                                                              | Gudrun Mebs                               | Rotraut Susanne Berner                             | deutsch        | 1983            | 8+           |
| Please Mrs. Butler                                                         | | Allan Ahlberg                             | Fritz Wegner                                       | englisch       | 1983            | 8+           |
| Mouth Open, Story Jump Out                                                 | | Grace Hallworth                           | Art Derry                                          | englisch       | 1984            | 8+           |
| L'oeil du loup                                                             | Africa und Blauer Wolf                                                                                    | Daniel Pennac                             |                                                    | französisch    | 1984            | 8+           |
| Les pilleurs de sarcophages                                                | | Odile Weulersse                           | Gaëtan Brizzi und Paul Brizzi                      | französisch    | 1984            | 8+           |
| Das Herz des Piraten                                                       | Das Herz des Piraten                                                                                      | Benno Pludra                              | Gerhard Großmann                                   | deutsch        | 1985            | 8+           |
| Storm                                                                      | | Kevin Crossley-Holland                    | Alan Marks                                         | englisch       | 1985            | 8+           |
| Sarah, Plain and Tall                                                      | Ein Meer für Sarah                                                                                        | Patricia MacLachlan                       |                                                    | englisch       | 1985            | 8+           |
| Journey to Jo'burg                                                         | Reise nach Johannesburg                                                                                   | Beverley Naidoo                           |                                                    | englisch       | 1985            | 8+           |
| El valle de los Cocuyos                                                    | | Gloria Cecilia Díaz                       | Francisco Meléndez                                 | spanisch       | 1985            | 8+           |
| Why the Whales Came                                                        | Als die Wale kamen                                                                                        | Michael Morpurgo                          |                                                    | englisch       | 1985            | 8+           |
| Gargling with Jelly                                                        | | Brian Patten                              | David Mostyn                                       | englisch       | 1985            | 8+           |
| Hounds of the Morrigan, The                                                | Die Meute der Morrigan                                                                                    | Pat O’Shea                                |                                                    | englisch       | 1985            | 8+           |
| Redwall                                                                    | Redwall - Der Sturm auf die Abtei                                                                         | Brian Jacques                             |                                                    | englisch       | 1986            | 8+           |
| Snow Spider, The                                                           | Die silberne Spinne                                                                                       | Jenny Nimmo                               |                                                    | englisch       | 1986            | 8+           |
| Whipping Boy                                                               | Prinz Flegel. Fast ein Märchen                                                                            | Sid Fleischman                            | Peter Sís                                          | englisch       | 1987            | 8+           |
| I am Susannah                                                              | | Libby Gleeson                             |                                                    | englisch       | 1987            | 8+           |
| Quirky Tails                                                               | | Paul Jennings                             |                                                    | englisch       | 1987            | 8+           |
| Mufaro's Beautiful Daughters: An African Tale                              | | John Steptoe                              |                                                    | englisch       | 1987            | 8+           |
| Thief in the Village, A                                                    | | James Berry                               |                                                    | englisch       | 1987            | 8+           |
| O meu amigo pintor                                                         | Mein Freund der Maler                                                                                     | Lygia Bojunga Nunes                       |                                                    | portugiesisch  | 1987            | 8+           |
| Whale Rider, The                                                           | Whalerider                                                                                                | Witi Ihimaera                             |                                                    | englisch       | 1987            | 8+           |
| Pit Pony                                                                   | | Joyce Barkhouse                           |                                                    | englisch       | 1989            | 8+           |
| Two Weeks With the Queen                                                   | Zwei Wochen bei der Queen                                                                                 | Morris Gleitzman                          |                                                    | englisch       | 1989            | 8+           |
| Heinähattu ja Vilttitossu                                                  | | Sinikka Nopola und Tiina Nopola           | Markus Majaluoma                                   | finnisch       | 1989            | 8+           |
| Merryll of the Stones                                                      | | Brian Caswell                             |                                                    | englisch       | 1989            | 8+           |
| Bill's New Frock                                                           | Bills neues Kleid                                                                                         | Anne Fine                                 | Philippe Dupasquier                                | englisch       | 1989            | 8+           |
| Truckers                                                                   | Trucker                                                                                                   | Terry Pratchett                           |                                                    | englisch       | 1989            | 8+           |
| Haroun and the Sea of Stories                                              | Harun und das Meer der Geschichten                                                                        | Salman Rushdie                            |                                                    | englisch       | 1990            | 8+           |
| La casa pintada                                                            | | Montserrat del Amo                        | Francisco Solé                                     | spanisch       | 1990            | 8+           |
| Maniac Magee                                                               | East End, West End                                                                                        | Jerry Spinelli                            |                                                    | englisch       | 1990            | 8+           |
| Shiloh                                                                     | Shiloh | Phyllis Reynolds Naylor                   |                                                    | englisch       | 1991            | 8+           |
| Story of Tracy Beaker, The                                                 | Die unglaubliche Geschichte der Tracy Baker                                                               | Jacqueline Wilson                         | Nick Sharratt                                      | englisch       | 1991            | 8+           |
| Only You Can Save Mankind                                                  | Nur du kannst die Menschheit retten                                                                       | Terry Pratchett                           |                                                    | englisch       | 1992            | 8+           |
| Les derniers Géants                                                        | Die letzten Riesen                                                                                        | François Place                            |                                                    | französisch    | 1992            | 8+           |
| Bijna iedereen kon omvallen                                                | | Toon Tellegen                             |                                                    | niederländisch | 1993            | 8+           |
| Giver, The                                                                 | Hüter der Erinnerung                                                                                      | Lois Lowry                                |                                                    | englisch       | 1993            | 8+           |
| Los trapos sucios                                                          | Manolito                                                                                                  | Elvira Lindo                              | Emilio Urberuaga                                   | spanisch       | 1994            | 8+           |
| Ein Maulwurf kommt immer allein                                            | Ein Maulwurf kommt immer allein                                                                           | Hanna Johansen                            |                                                    | deutsch        | 1994            | 8+           |
| Bed and the Breakfast Star, The                                            | | Jacqueline Wilson                         | Nick Sharratt                                      | englisch       | 1994            | 8+           |
| Way Home                                                                   | | Libby Hathorn                             | Gregory Rogers                                     | englisch       | 1994            | 8+           |
| Historias a Fernández                                                      | | Ema Wolf                                  | Jorge Sanzol                                       | spanisch       | 1994            | 8+           |
| Wenn das Glück kommt, muss man ihm einen Stuhl hinstellen                  | Wenn das Glück kommt, muss man ihm einen Stuhl hinstellen                                                 | Mirjam Pressler                           |                                                    | deutsch        | 1994            | 8+           |
| Occhio al gatto                                                            | Der Katze auf der Spur                                                                                    | Silvana Gandolfi                          | Giulia Orecchia                                    | italienisch    | 1995            | 8+           |
| Casiperro del Hambre                                                       | Schlappohr                                                                                                | Graciela Montes                           | Oscar Rojas                                        | spanisch       | 1995            | 8+           |
| 45 & 47 Stella Street and Everything that Happened                         | Stellastraße 45 + 47 und alles, was passiert ist                                                          | Elizabeth Honey                           |                                                    | englisch       | 1995            | 8+           |
| Tashi                                                                      | Mein kleiner Freund Taschi                                                                                | Anna Fienberg und Barbara Fienberg        | Kim Gamble                                         | englisch       | 1995            | 8+           |
| Clockwork                                                                  | Das eiserne Herz                                                                                          | Philip Pullman                            | Peter Bailey                                       | englisch       | 1995            | 8+           |
| View from Saturday, The                                                    | Der Club der klugen Kinder                                                                                | E. L. Konigsburg                          |                                                    | englisch       | 1996            | 8+           |
| Johnny and the Bomb                                                        | Nur Du hast den Schlüssel                                                                                 | Terry Pratchett                           |                                                    | englisch       | 1996            | 8+           |
| Historia de una gaviota y del gato que le enseñó a volar                   | Wie Kater Zorbas der kleinen Möwe das Fliegen beibrachte                                                  | Luis Sepúlveda                            | Miles Hyman                                        | spanisch       | 1996            | 8+           |
| Harry Potter and the Philosopher's Stone                                   | Harry Potter und der Stein der Weisen                                                                     | Joanne K. Rowling                         |                                                    | englisch       | 1997            | 8+           |
| Fire, Bed and Bone                                                         | | Henrietta Branford                        |                                                    | englisch       | 1997            | 8+           |
| Mattia e il nonno                                                          | Matti und der Großvater                                                                                   | Roberto Piumini                           | Cecco Mariniello                                   | italienisch    | 1997            | 8+           |
| Toby                                                                       | | Graciela Beatriz Cabal                    | Alberto Pez                                        | spanisch       | 1997            | 8+           |
| La composición                                                             | Der Aufsatz                                                                                               | Antonio Skármeta                          | Alfonso Ruano                                      | spanisch       | 1998            | 8+           |
| Skellig                                                                    | Zeit des Mondes                                                                                           | David Almond                              |                                                    | englisch       | 1998            | 8+           |
| Just Annoying!                                                             | | Andy Griffiths                            | Terry Denton                                       | englisch       | 1998            | 8+           |
| My Girragundji                                                             | | Meme McDonald und Boori Monty Pryor       |                                                    | englisch       | 1998            | 8+           |
| Sterkarm Handshake, The                                                    | Der Zeittunnel                                                                                            | Susan Price                               |                                                    | englisch       | 1998            | 8+           |
| Der Hund mit dem gelben Herzen                                             | Der Hund mit dem gelben Herzen                                                                            | Jutta Richter                             |                                                    | deutsch        | 1998            | 8+           |
| Clarice Bean: That's Me                                                    | | Lauren Child                              |                                                    | englisch       | 1999            | 8+           |
| Series of Unfortunate Events: The Bad Beginning, A                         | Eine Reihe betrüblicher Ereignisse: Der schreckliche Anfang                                               | Lemony Snicket                            | Brett Helquist                                     | englisch       | 1999            | 8+           |
| Harry Potter and the Prisoner of Azkaban                                   | Harry Potter und der Gefangene von Askaban                                                                | Joanne K. Rowling                         |                                                    | englisch       | 1999            | 8+           |
| Kensuke's Kingdom                                                          | Kensukes Königreich                                                                                       | Michael Morpurgo                          | Michael Foreman                                    | englisch       | 1999            | 8+           |
| Hiter's Daughter                                                           | | Jackie French                             |                                                    | englisch       | 1999            | 8+           |
| Something's Fishy, Hazel Green!                                            | | Odo Hirsch                                | Andrew McLean                                      | englisch       | 2000            | 8+           |
| Harry Potter and the Goblet of Fire                                        | Harry Potter und der Feuerkelch                                                                           | Joanne K. Rowling                         |                                                    | englisch       | 2000            | 8+           |
| Der Tag, als ich lernte die Spinnen zu zähmen                              | Der Tag, als ich lernte die Spinnen zu zähmen                                                             | Jutta Richter                             |                                                    | deutsch        | 2000            | 8+           |
| Cirque du Freak: A Living Nightmare                                        | Darren Shan: Der Mitternachtszirkus                                                                       | Darren Shan                               |                                                    | englisch       | 2000            | 8+           |
| Because of Winn-Dixie                                                      | Winn-Dixie                                                                                                | Kate DiCamillo                            |                                                    | englisch       | 2000            | 8+           |
| Keväällä isä sai siivet                                                    | | Tomi Kontio                               |                                                    | finnisch       | 2000            | 8+           |
| Alex Rider: Stormbreaker                                                   | Ein Fall für Alex Rider: Stormbreaker                                                                     | Anthony Horowitz                          |                                                    | englisch       | 2000            | 8+           |
| Papunya School Book, The                                                   | | Nadia Wheatley                            | Mary Malbunka                                      | englisch       | 2000            | 8+           |
| Vile Village, The                                                          | Das düstere Dorf                                                                                          | Lemony Snicket                            | Brett Helquist                                     | englisch       | 2001            | 8+           |
| Risto Räppääjä ja pakastaja-Elvi                                           | | Sinikka Nopola und Tiina Nopola           | Aino Havukainen und Sami Toivonen                  | finnisch       | 2001            | 8+           |
| Mortal Engines                                                             | Mortal Engines: Krieg der Städte                                                                          | Philip Reeve                              |                                                    | englisch       | 2001            | 8+           |
| Artemis Fowl                                                               | Artemis Fowl                                                                                              | Eoin Colfer                               |                                                    | englisch       | 2001            | 8+           |
| Aldabra: la tartaruga che amava Shakespeare                                | Die Schildkröte die Shakespeare liebte                                                                    | Silvana Gandolfi                          | Fabian Negrin                                      | italienisch    | 2001            | 8+           |
| Journey to the River Sea                                                   | Maia | Eva Ibbotson                              |                                                    | englisch       | 2001            | 8+           |
| La Ciudad de las bestias                                                   | Die Stadt der wilden Götter                                                                               | Isabel Allende                            |                                                    | spanisch       | 2002            | 8+           |
| Utterly Me, Clarice Bean                                                   | Durch und durch Clarice Bean                                                                              | Lauren Child                              |                                                    | englisch       | 2002            | 8+           |
| Wolves in the Wall, The                                                    | Die Wölfe in den Wänden                                                                                   | Neil Gaiman                               | Dave McKean                                        | englisch       | 2003            | 8+           |
| Field Guide, The                                                           | Eine unglaubliche Entdeckung                                                                              | Holly Black                               | Tony DiTerlizzi                                    | englisch       | 2003            | 8+           |
| Naming of Tishkin Silk, The                                                | | Glenda Millard                            | Caroline Magerl                                    | englisch       | 2003            | 8+           |
| Tintenherz                                                                 | Tintenherz                                                                                                | Cornelia Funke                            |                                                    | deutsch        | 2003            | 8+           |
| Tres cuentos de hadas                                                      | | Gustavo Martín Garzo                      | Jesús Gabán                                        | spanisch       | 2003            | 8+           |
| Tale of Despereaux, The                                                    | | Kate DiCamillo                            | Timothy Basil Ering                                | englisch       | 2003            | 8+           |
| Millions                                                                   | Millionen                                                                                                 | Frank Cottrell Boyce                      |                                                    | englisch       | 2004            | 8+           |
| Wolf Brother                                                               | Wolfsbruder                                                                                               | Michelle Paver                            |                                                    | englisch       | 2004            | 8+           |
| Ark Angel                                                                  | Ark Angel                                                                                                 | Anthony Horowitz                          |                                                    | englisch       | 2005            | 8+           |
| Conejo y Coyote                                                            | | Beatriz Donnet                            |                                                    | spanisch       | 2005            | 8+           |
| Die Katze oder wie ich die Ewigkeit verloren habe                          | Die Katze oder wie ich die Ewigkeit verloren habe                                                         | Jutta Richter                             | Rotraut Susanne Berner                             | deutsch        | 2006            | 8+           |
| Boy in the Striped Pyjamas, The                                            | Der Junge im gestreiften Pyjama                                                                           | John Boyne                                |                                                    | englisch       | 2006            | 8+           |
| Arrival, The                                                               | Ein neues Land                                                                                            | Shaun Tan                                 |                                                    | englisch       | 2006            | 8+           |
| Invention of Hugo Cabret, The                                              | Die Entdeckung des Hugo Cabret                                                                            | Brian Selznick                            |                                                    | englisch       | 2007            | 8+           |
| Graveyard Book, The                                                        | Das Graveyard-Buch                                                                                        | Neil Gaiman                               | Chris Riddell                                      | englisch       | 2008            | 8+           |
| Bertoldo, Bertoldino e Cacasenno                                           | | Giulio Cesare Croce und Adriano Banchieri |                                                    | italienisch    | ca. 1620        | 12+          |
| Robinson Crusoe                                                            | Robinson Crusoe                                                                                           | Daniel Defoe                              |                                                    | englisch       | 1719            | 12+          |
| Gulliver's Travels                                                         | Gullivers Reisen                                                                                          | Jonathan Swift                            |                                                    | englisch       | 1726            | 12+          |
| Adventures of Baron Munchhausen, The                                       | Des Freyherrn von Münchhausen Wunderbare Reisen                                                           | Gottfried August Bürger                   |                                                    | deutsch        | 1786            | 12+          |
| Les Trois Mousquetaires                                                    | Die drei Musketiere                                                                                       | Alexandre Dumas der Ältere                |                                                    | französisch    | 1844            | 12+          |
| Children of the New Forest, The                                            | Die Kinder im Neuwald                                                                                     | Frederick Marryat                         |                                                    | englisch       | 1847            | 12+          |
| Scarlet Letter, The                                                        | Der scharlachrote Buchstabe                                                                               | Nathaniel Hawthorne                       |                                                    | englisch       | 1850            | 12+          |
| Rose and the Ring, The                                                     | Die Rose und der Ring                                                                                     | William Makepeace Thackeray               |                                                    | englisch       | 1855            | 12+          |
| Tom Brown's Schooldays                                                     | Tom Browns Schuljahre                                                                                     | Thomas Hughes                             |                                                    | englisch       | 1857            | 12+          |
| Coral Island, The                                                          | Im Banne der Koralleninsel                                                                                | Robert Michael Ballantyne                 |                                                    | englisch       | 1857            | 12+          |
| Eric, or Little by Little                                                  | | Frederic Farrar                           |                                                    | englisch       | 1858            | 12+          |
| Le Capitaine Fracasse                                                      | Kapitän Fracasse                                                                                          | Théophile Gautier                         |                                                    | französisch    | 1863            | 12+          |
| Voyage au centre de la Terre                                               | Die Reise zum Mittelpunkt der Erde                                                                        | Jules Verne                               |                                                    | französisch    | 1864            | 12+          |
| Un bon petit diable                                                        | | Sophie de Ségur                           | Horace Castelli                                    | französisch    | 1865            | 12+          |
| Little Women                                                               | Betty und ihre Schwestern                                                                                 | Louisa May Alcott                         | May Alcott                                         | englisch       | 1868            | 12+          |
| 20.000 lieues sous les mers                                                | 20.000 Meilen unter dem Meer                                                                              | Jules Verne                               |                                                    | französisch    | 1869            | 12+          |
| What Katy Did                                                              | Wenn morgen heute ist …                                                                                   | Susan Coolidge                            |                                                    | englisch       | 1872            | 12+          |
| Le Tour du monde en 80 jours                                               | In 80 Tagen um die Welt                                                                                   | Jules Verne                               |                                                    | französisch    | 1873            | 12+          |
| Heidis Lehr- und Wanderjahre                                               | Heidis Lehr- und Wanderjahre                                                                              | Johanna Spyri                             |                                                    | deutsch        | 1880            | 12+          |
| Fifth Form at St. Dominic's, The                                           | | Talbot Baines Reed                        |                                                    | englisch       | 1881            | 12+          |
| With Clive in India                                                        | | George Alfred Henty                       |                                                    | englisch       | 1884            | 12+          |
| Kidnapped                                                                  | Entführt                                                                                                  | Robert Louis Stevenson                    |                                                    | englisch       | 1886            | 12+          |
| Cuore                                                                      | Herz | Edmondo De Amicis                         |                                                    | italienisch    | 1886            | 12+          |
| Seven Little Australians                                                   | Villa Schlendrian                                                                                         | Ethel Turner                              |                                                    | englisch       | 1894            | 12+          |
| Prisoner of Zenda, The                                                     | Der Gefangene von Zenda                                                                                   | Anthony Hope                              |                                                    | englisch       | 1894            | 12+          |
| Der Schatz im Silbersee                                                    | Der Schatz im Silbersee                                                                                   | Karl May                                  |                                                    | deutsch        | 1894            | 12+          |
| Egri csillagok                                                             | Sterne von Eger                                                                                           | Géza Gárdonyi                             |                                                    | ungarisch      | 1899            | 12+          |
| Le Tigri di Mompracem                                                      | Die Tiger von Mompracem                                                                                   | Emilio Salgari                            | Pipein Gamba                                       | italienisch    | 1900            | 12+          |
| Hound of the Baskervilles, The                                             | Der Hund der Baskervilles                                                                                 | Arthur Conan Doyle                        |                                                    | englisch       | 1902            | 12+          |
| The Call of the Wild                                                       | Ruf der Wildnis                                                                                           | Jack London                               |                                                    | englisch       | 1903            | 12+          |
| Jolanda la figlia del Corsaro Nero                                         | Die Tochter des Schwarzen Korsaren                                                                        | Emilio Salgari                            | Alberto della Valle                                | italienisch    | 1905            | 12+          |
| White Fang                                                                 | Wolfsblut                                                                                                 | Jack London                               |                                                    | englisch       | 1906            | 12+          |
| Railway Children, The                                                      | Die Eisenbahnkinder                                                                                       | E. Nesbit                                 |                                                    | englisch       | 1906            | 12+          |
| Fortunes of Philippa, The                                                  | | Angela Brazil                             |                                                    | englisch       | 1906            | 12+          |
| Jock of the Bushveld                                                       | | James Percy FitzPatrick                   | Edmund Caldwell                                    | englisch       | 1907            | 12+          |
| Le mystère de la chambre jaune                                             | Das Geheimnis des gelben Zimmers                                                                          | Gaston Leroux                             |                                                    | französisch    | 1907            | 12+          |
| Girl of The Limberlost, A                                                  | Das Mädchen vom Limberlost                                                                                | Gene Stratton-Porter                      | Władysław T. Benda                                 | englisch       | 1909            | 12+          |
| War of the Buttons, The                                                    | Der Krieg der Knöpfe                                                                                      | Louis Pergaud                             |                                                    | französisch    | 1912            | 12+          |
| Cuentos de la selva                                                        | Urwald-Geschichten                                                                                        | Horacio Quiroga                           |                                                    | spanisch       | 1918            | 12+          |
| Die Höhlenkinder im Heimlichen Grund                                       | Die Höhlenkinder im Heimlichen Grund                                                                      | Alois Theodor Sonnleitner                 |                                                    | deutsch        | 1918            | 12+          |
| Dark Frigate, The                                                          | Die schwarze Fregatte                                                                                     | Charles Boardman Hawes                    | Aiden Lassell Ripley                               | englisch       | 1923            | 12+          |
| La Medeleni                                                                | | Ionel Teodoreanu                          |                                                    | rumänisch      | 1925            | 12+          |
| Emily Climbs                                                               | Emily auf der High-School                                                                                 | Lucy Maud Montgomery                      |                                                    | englisch       | 1925            | 12+          |
| Tarka the Otter                                                            | Tarka der Otter                                                                                           | Henry Williamson                          | Charles Tunnicliffe                                | englisch       | 1927            | 12+          |
| Ede und Unku                                                               | Ede und Unku                                                                                              | Alex Wedding                              |                                                    | deutsch        | 1931            | 12+          |
| Biggles: The Camels Are Coming                                             | Feindliche Flieger in Sicht                                                                               | William Earl Johns                        |                                                    | englisch       | 1932            | 12+          |
| Die Kinder aus Nummer 67: Erwin und Paul                                   | Die Kinder aus Nummer 67: Erwin und Paul                                                                  | Lisa Tetzner                              |                                                    | deutsch        | 1933            | 12+          |
| Les Disparus de Saint-Agil                                                 | | Pierre Véry                               |                                                    | französisch    | 1935            | 12+          |
| Caddie Woodlawn                                                            | Kleines Mädchen, großes Abenteuer                                                                         | Carol Ryrie Brink                         | Kate Seredy                                        | englisch       | 1935            | 12+          |
| Happy Return, The                                                          | Hornblower – der Kapitän                                                                                  | Cecil Scott Forester                      |                                                    | englisch       | 1937            | 12+          |
| Yearling, The                                                              | Frühling des Lebens                                                                                       | Marjorie Kinnan Rawlings                  | N. C. Wyeth                                        | englisch       | 1938            | 12+          |
| Cue for Treason                                                            | | Geoffrey Trease                           | Beatrice Goldsmith                                 | englisch       | 1940            | 12+          |
| Die rote Zora und ihre Bande                                               | Die rote Zora und ihre Bande                                                                              | Kurt Held                                 |                                                    | deutsch        | 1941            | 12+          |
| We Couldn't Leave Dinah                                                    | | Mary Treadgold                            | Stuart Tresilian                                   | englisch       | 1941            | 12+          |
| My Friend Flicka                                                           | Mein Freund Flicka                                                                                        | Mary O’Hara                               | John Steuart Curry                                 | englisch       | 1941            | 12+          |
| Johnny Tremain                                                             | Johnny Tremain                                                                                            | Esther Forbes                             |                                                    | englisch       | 1943            | 12+          |
| Woods of Windri                                                            | | Violet Needham                            | Joyce Bruce                                        | englisch       | 1944            | 12+          |
| The Otterbury Incident                                                     | Der Otterbury Zwischenfall                                                                                | Cecil Day-Lewis                           | Edward Ardizzone                                   | englisch       | 1948            | 12+          |
| I Capture the Castle                                                       | Mein Sommerschloß                                                                                         | Dodie Smith                               |                                                    | englisch       | 1949            | 12+          |
| メトロポリス Metoroporisu                                                  | Metropolis                                                                                                | Osamu Tezuka                              |                                                    | japanisch      | 1949            | 12+          |
| El camino                                                                  | Und zur Erinnerung Sommersprossen                                                                         | Miguel Delibes                            |                                                    | spanisch       | 1950            | 12+          |
| Großer-Tiger und Christian                                                 | Großer-Tiger und Christian                                                                                | Fritz Mühlenweg                           | Raffaelo Busoni                                    | deutsch        | 1950            | 12+          |
| Catcher in the Rye, The                                                    | Der Fänger im Roggen                                                                                      | J. D. Salinger                            |                                                    | englisch       | 1951            | 12+          |
| Wool-Pack: A Tale of Adventure, The                                        | Nicolas und die Wollschmuggler                                                                            | Cynthia Harnett                           |                                                    | englisch       | 1951            | 12+          |
| Die Söhne der Großen Bärin                                                 | Die Söhne der großen Bärin                                                                                | Liselotte Welskopf-Henrich                |                                                    | deutsch        | 1951            | 12+          |
| Industrias y andanzas de Alfanhuí                                          | Abenteuer des Alfanhui                                                                                    | Rafael Sánchez Ferlosio                   |                                                    | spanisch       | 1951            | 12+          |
| Il visconte dimezzato                                                      | Der geteilte Visconte                                                                                     | Italo Calvino                             |                                                    | italienisch    | 1952            | 12+          |
| King Arthur and His Knights of the Round Table                             | König Arthur und seine Ritter der Tafelrunde                                                              | Roger Lancelyn Green                      | Arthur Hall                                        | englisch       | 1953            | 12+          |
| Fahrenheit 451                                                             | Fahrenheit 451                                                                                            | Ray Bradbury                              |                                                    | englisch       | 1953            | 12+          |
| The Eagle of the Ninth                                                     | Der Adler der Neunten Legion                                                                              | Rosemary Sutcliff                         | C. Walter Hodges                                   | englisch       | 1954            | 12+          |
| Fellowship of the Ring, The                                                | Der Herr der Ringe                                                                                        | J. R. R. Tolkien                          |                                                    | englisch       | 1954            | 12+          |
| Lord of the Flies                                                          | Herr der Fliegen                                                                                          | William Golding                           |                                                    | englisch       | 1954            | 12+          |
| Carry on, Mr. Bowditch                                                     | | Jean Lee Latham                           |                                                    | englisch       | 1955            | 12+          |
| Viking's Dawn                                                              | | Henry Treece                              | Christine Hilda Price                              | englisch       | 1955            | 12+          |
| El Capitán Trueno                                                          | | Víctor Mora                               | Ambrós                                             | spanisch       | 1956            | 12+          |
| Neitah – ein Mädchen im hohen Norden                                       | Neitah – ein Mädchen im hohen Norden                                                                      | Edith Klatt                               |                                                    | deutsch        | 1956            | 12+          |
| The Silver Sword                                                           | Das silberne Messer                                                                                       | Ian Serraillier                           | C. Walter Hodges                                   | englisch       | 1956            | 12+          |
| Cireșarii                                                                  | Die Kirschwinkler                                                                                         | Constantin Chirita                        |                                                    | rumänisch      | 1956            | 12+          |
| Rifles for Watie                                                           | | Harold Keith                              |                                                    | englisch       | 1957            | 12+          |
| Il barone rampante                                                         | Der Baron auf den Bäumen                                                                                  | Italo Calvino                             |                                                    | italienisch    | 1957            | 12+          |
| Witch of Blackbird Pond, The                                               | Die Hexe vom Amselteich                                                                                   | Elizabeth George Speare                   |                                                    | englisch       | 1958            | 12+          |
| Silver Brumby, The                                                         | Der silberne Hengst                                                                                       | Elyne Mitchell                            |                                                    | englisch       | 1958            | 12+          |
| Marianne Dreams                                                            | Marianne träumt                                                                                           | Catherine Storr                           | Marjorie-Ann Watts                                 | englisch       | 1958            | 12+          |
| Le lion                                                                    | Patricia und der Löwe                                                                                     | Joseph Kessel                             |                                                    | französisch    | 1958            | 12+          |
| Friday's Tunnel                                                            | Freitags Tunnel                                                                                           | John Verney                               |                                                    | englisch       | 1959            | 12+          |
| Zazie dans le métro                                                        | Zazie in der Metro                                                                                        | Raymond Queneau                           |                                                    | französisch    | 1959            | 12+          |
| My Side of the Mountain                                                    | Ein Jahr als Robinson. Ein Bubentraum wird Wirklichkeit                                                   | Jean Craighead George                     |                                                    | englisch       | 1959            | 12+          |
| Il cavaliere inesistente                                                   | Der Ritter, den es nicht gab                                                                              | Italo Calvino                             |                                                    | italienisch    | 1959            | 12+          |
| To Kill a Mockingbird                                                      | Wer die Nachtigall stört                                                                                  | Harper Lee                                |                                                    | englisch       | 1960            | 12+          |
| Weirdstone of Brisingamen, The                                             | Der Zauberstein von Brisingamen                                                                           | Alan Garner                               |                                                    | englisch       | 1960            | 12+          |
| Island of the Blue Dolphins                                                | Insel der blauen Delphine                                                                                 | Scott O’Dell                              |                                                    | englisch       | 1960            | 12+          |
| Tangara                                                                    | Die Rätsel der Muschelkette                                                                               | Nan Chauncy                               |                                                    | englisch       | 1961            | 12+          |
| Damals war es Friedrich                                                    | Damals war es Friedrich                                                                                   | Hans Peter Richter                        |                                                    | deutsch        | 1961            | 12+          |
| Wrinkle in Time, A                                                         | Die Zeitfalte                                                                                             | Madeleine L’Engle                         |                                                    | englisch       | 1962            | 12+          |
| De brief voor de koning                                                    | Der Brief für den König                                                                                   | Tonke Dragt                               |                                                    | niederländisch | 1962            | 12+          |
| The Twelve and the Genii                                                   | Die Zwölf vom Dachboden                                                                                   | Pauline Clarke                            |                                                    | englisch       | 1962            | 12+          |
| Time of Trial                                                              | Zeit der Prüfung                                                                                          | Hester Burton                             |                                                    | englisch       | 1963            | 12+          |
| David                                                                      | Ich bin David                                                                                             | Anne Holm                                 |                                                    | englisch       | 1963            | 12+          |
| Pastures of the Blue Crane                                                 | Das Mädchen und der blaue Kranich                                                                         | Hesba Fay Brinsmead                       |                                                    | englisch       | 1964            | 12+          |
| El polizón del Ulises                                                      | Juju und die fernen Inseln                                                                                | Ana María Matute                          |                                                    | spanisch       | 1965            | 12+          |
| Gentle Ben                                                                 | Mein Freund Ben                                                                                           | Walt Morey                                | John Schoenherr                                    | englisch       | 1965            | 12+          |
| The Min-Min                                                                | Sylvia und der Taugenichts                                                                                | Mavis Thorpe Clark                        | Genevieve Melrose                                  | englisch       | 1966            | 12+          |
| The Owl Service                                                            | Eulenzauber                                                                                               | Alan Garner                               |                                                    | englisch       | 1967            | 12+          |
| The Outsiders                                                              | Die Outsider                                                                                              | Susan E. Hinton                           |                                                    | englisch       | 1967            | 12+          |
| Flambards                                                                  | Christinas Pferdesommer                                                                                   | K. M. Peyton                              |                                                    | englisch       | 1967            | 12+          |
| Smith                                                                      | Das Geheimnis des schwarzen Engels                                                                        | Leon Garfield                             | Antony Maitland                                    | englisch       | 1967            | 12+          |
| Dolphin Crossing, The                                                      | | Jill Paton Walsh                          |                                                    | englisch       | 1967            | 12+          |
| Picnic at Hanging Rock                                                     | Picknick am Valentinstag                                                                                  | Joan Lindsay                              |                                                    | englisch       | 1967            | 12+          |
| The Pigman                                                                 | Pigman | Paul Zindel                               |                                                    | englisch       | 1968            | 12+          |
| A Kestrel for a Knave                                                      | Und fing sich einen Falken                                                                                | Barry Hines                               |                                                    | englisch       | 1968            | 12+          |
| Chocky                                                                     | | John Wyndham                              |                                                    | englisch       | 1968            | 12+          |
| The Cay                                                                    | Hilfe! | Theodore Taylor                           |                                                    | englisch       | 1969            | 12+          |
| Sounder                                                                    | Jagen mit Sounder                                                                                         | William H. Armstrong                      |                                                    | englisch       | 1969            | 12+          |
| Where the Lilies Bloom                                                     | Wo die Lilien blühen                                                                                      | Vera Cleaver und Bill Cleaver             | Jim Spanfeller                                     | englisch       | 1969            | 12+          |
| Edge of the Cloud, The                                                     | Christina und der Bruchpilot                                                                              | K. M. Peyton                              |                                                    | englisch       | 1969            | 12+          |
| Oscar en el Polo Sur                                                       | | Carmen Kurtz                              |                                                    | spanisch       | 1970            | 12+          |
| Summer of the Swans, The                                                   | Als die Schwäne kamen                                                                                     | Betsy Byars                               | Ted CoConis                                        | englisch       | 1970            | 12+          |
| Lark and the Laurel, The                                                   | | Barbara Willard                           |                                                    | englisch       | 1970            | 12+          |
| Grover                                                                     | Spürst du das, Grover?                                                                                    | Vera Cleaver und Bill Cleaver             |                                                    | englisch       | 1970            | 12+          |
| I'm the King of the Castle                                                 | Wieviel Schritte gibst du mir?                                                                            | Susan Hill                                |                                                    | englisch       | 1970            | 12+          |
| Long Way from Verona, A                                                    | Weit weg von Verona                                                                                       | Jane Gardam                               |                                                    | englisch       | 1971            | 12+          |
| Oorlogswinter                                                              | Kriegswinter                                                                                              | Jan Terlouw                               | Jan Wesseling                                      | niederländisch | 1972            | 12+          |
| No Way of Telling                                                          | | Emma Smith                                |                                                    | englisch       | 1972            | 12+          |
| Across the Barricades                                                      | Über die Barrikaden                                                                                       | Joan Lingard                              |                                                    | englisch       | 1972            | 12+          |
| Sommarboken                                                                | Sommerbuch                                                                                                | Tove Jansson                              |                                                    | finnisch       | 1972            | 12+          |
| Julie of the Wolves                                                        | Julie von den Wölfen                                                                                      | Jean Craighead George                     | John Schoenherr                                    | englisch       | 1972            | 12+          |
| Storie dell'anno mille                                                     | Von dreien, die auszogen, sich den Bauch zu füllen                                                        | Tonino Guerra                             | Adriano Zannino                                    | italienisch    | 1972            | 12+          |
| Spirit Wind, The                                                           | | Max Fatchen                               | Trevor Stubley                                     | englisch       | 1973            | 12+          |
| Maikäfer, flieg!                                                           | Maikäfer, flieg!                                                                                          | Christine Nöstlinger                      |                                                    | deutsch        | 1973            | 12+          |
| Nargun and the Stars, The                                                  | Das Nargun und die Sterne                                                                                 | Patricia Wrightson                        | Robert Ingpen                                      | englisch       | 1973            | 12+          |
| Slave Dancer, The                                                          | Sklavenfracht für New Orleans                                                                             | Paula Fox                                 | Eros Keith                                         | englisch       | 1973            | 12+          |
| Friends, The                                                               | Phyllisia                                                                                                 | Rosa Guy                                  |                                                    | englisch       | 1973            | 12+          |
| Dark is Rising, The                                                        | Wintersonnwende                                                                                           | Susan Cooper                              | Alan E. Cober                                      | englisch       | 1973            | 12+          |
| Carrie's War                                                               | Hörst du, es ist ganz nah                                                                                 | Nina Bawden                               |                                                    | englisch       | 1973            | 12+          |
| M. C. Higgins                                                              | M. C. Higgins, der Große                                                                                  | Virginia Hamilton                         |                                                    | englisch       | 1974            | 12+          |
| Nobody's Family is Going to Change                                         | | Louise Fitzhugh                           |                                                    | englisch       | 1974            | 12+          |
| Trouble with Donovan Croft, The                                            | | Bernard Ashley                            | Fermin Rocker                                      | englisch       | 1974            | 12+          |
| Kire ütött ez a gyerek?                                                    | Von wem hat er das bloß?                                                                                  | Éva Janikovszky                           | Lázsló Réber                                       | ungarisch      | 1974            | 12+          |
| Chocolate War, The                                                         | Schokoladenkrieg                                                                                          | Robert Cormier                            |                                                    | englisch       | 1974            | 12+          |
| Twopence a Tub                                                             | | Susan Price                               |                                                    | englisch       | 1975            | 12+          |
| Tuck Everlasting                                                           | Die Unsterblichen                                                                                         | Natalie Babbitt                           |                                                    | englisch       | 1975            | 12+          |
| Machine Gunners, The                                                       | Der Feind                                                                                                 | Robert Westall                            | John Williamson                                    | englisch       | 1975            | 12+          |
| Peppermint Pig, The                                                        | Das Pfefferminzschweinchen                                                                                | Nina Bawden                               | Charles Lilly                                      | englisch       | 1975            | 12+          |
| Crisis on Conshelf Ten                                                     | | Monica Hughes                             | G. Humphreys                                       | englisch       | 1975            | 12+          |
| October Child, The                                                         | | Eleanor Spence                            | Malcolm Green                                      | englisch       | 1976            | 12+          |
| Dragonsong                                                                 | Drachenlied                                                                                               | Anne McCaffrey                            |                                                    | englisch       | 1976            | 12+          |
| Bilgewater                                                                 | | Jane Gardam                               |                                                    | englisch       | 1976            | 12+          |
| Roll of Thunder, Hear My Cry                                               | Donnergrollen, hör mein Schrei'n                                                                          | Mildred D. Taylor                         | Jerry Pinkney                                      | englisch       | 1976            | 12+          |
| Thunder and Lightnings                                                     | | Jan Mark                                  |                                                    | englisch       | 1976            | 12+          |
| First of Midnight                                                          | Eine Freiheit ohne Glück                                                                                  | Marjorie Darke                            | Anthony Morris                                     | englisch       | 1977            | 12+          |
| Underground to Canada                                                      | Folge dem Nordstern                                                                                       | Barbara Smucker                           | Imre Hofbauer                                      | englisch       | 1977            | 12+          |
| Westing Game, The                                                          | | Ellen Raskin                              |                                                    | englisch       | 1978            | 12+          |
| Hey, Dollface                                                              | Hallo, Engelchen                                                                                          | Deborah Hautzig                           |                                                    | englisch       | 1978            | 12+          |
| After the First Death                                                      | Auf der Eisenbahnbrücke                                                                                   | Robert Cormier                            |                                                    | englisch       | 1979            | 12+          |
| Tulku                                                                      | Die Dämönen von Dong Pe                                                                                   | Peter Dickinson                           |                                                    | englisch       | 1979            | 12+          |
| Die unendliche Geschichte                                                  | Die unendliche Geschichte                                                                                 | Michael Ende                              | Roswitha Quadflieg                                 | deutsch        | 1979            | 12+          |
| Ykä Yksinäinen                                                             | | Anna-Liisa Haakana                        |                                                    | finnisch       | 1980            | 12+          |
| Playing Beatie Bow                                                         | Abigails Zeitreise                                                                                        | Ruth Park                                 |                                                    | englisch       | 1980            | 12+          |
| Sentinels, The                                                             | Die Sentinel                                                                                              | Peter Carter                              |                                                    | englisch       | 1980            | 12+          |
| Homecoming                                                                 | Heimwärts                                                                                                 | Cynthia Voigt                             | Sharon Scotland                                    | englisch       | 1981            | 12+          |
| Scarecrows, The                                                            | Die Vogelscheuchen                                                                                        | Robert Westall                            |                                                    | englisch       | 1981            | 12+          |
| Agnes Cecilia - en sältsam historia                                        | Sonntagskinder hören das Gras wachsen                                                                     | Maria Gripe                               |                                                    | schwedisch     | 1981            | 12+          |
| Ha-I bi-Reḥov ha-Zipporim                                                  | Die Insel in der Vogelstraße                                                                              | Uri Orlev                                 |                                                    | hebräisch      | 1981            | 12+          |
| Secret Diary of Adrian Mole, The                                           | Das Intimleben des Adrian Mole                                                                            | Sue Townsend                              | Caroline Holden                                    | englisch       | 1982            | 12+          |
| Village by the Sea, The                                                    | Das Dorf am Meer                                                                                          | Anita Desai                               |                                                    | englisch       | 1982            | 12+          |
| Kaze no Tani no Naushika                                                   | Nausicaä                                                                                                  | Hayao Miyazaki                            |                                                    | japanisch      | 1982            | 12+          |
| Handles                                                                    | | Jan Mark                                  | David Parkins                                      | englisch       | 1983            | 12+          |
| Parcel of Patterns, A                                                      | | Jill Paton Walsh                          |                                                    | englisch       | 1983            | 12+          |
| Talking in Whispers                                                        | Hinter vorgehaltener Hand                                                                                 | James Watson                              |                                                    | englisch       | 1983            | 12+          |
| Hating Alison Ashley                                                       | Ich hasse Alison Ashley                                                                                   | Robin Klein                               |                                                    | englisch       | 1984            | 12+          |
| Brother in the Land                                                        | Ein neuer Anfang                                                                                          | Robert Swindells                          |                                                    | englisch       | 1984            | 12+          |
| Badger on the Barge                                                        | Der Dachs auf dem Hausboot                                                                                | Janni Howker                              |                                                    | englisch       | 1984            | 12+          |
| Changeover, The                                                            | Töchter des Mondes                                                                                        | Margaret Mahy                             |                                                    | englisch       | 1984            | 12+          |
| Ruby in the Smoke, The                                                     | Der Rubin im Rauch                                                                                        | Philip Pullman                            |                                                    | englisch       | 1985            | 12+          |
| Janne, min vän                                                             | Jan, mein Freund                                                                                          | Peter Pohl                                |                                                    | schwedisch     | 1985            | 12+          |
| Hatchet                                                                    | Allein in der Wildnis                                                                                     | Gary Paulsen                              |                                                    | englisch       | 1986            | 12+          |
| Taronga                                                                    | | Victor Kelleher                           |                                                    | englisch       | 1986            | 12+          |
| Ghost Drum, The                                                            | | Susan Price                               |                                                    | englisch       | 1987            | 12+          |
| Madame Doubtfire                                                           | Mrs. Doubtfire                                                                                            | Anne Fine                                 |                                                    | englisch       | 1987            | 12+          |
| Strollers                                                                  | Strollers                                                                                                 | Lesley Beake                              |                                                    | englisch       | 1987            | 12+          |
| Die Wolke                                                                  | Die Wolke                                                                                                 | Gudrun Pausewang                          |                                                    | deutsch        | 1987            | 12+          |
| Alex                                                                       | | Tessa Duder                               |                                                    | englisch       | 1987            | 12+          |
| Devil's Arithmetic, The                                                    | Chaja heißt Leben                                                                                         | Jane Yolen                                |                                                    | englisch       | 1988            | 12+          |
| Pack of Lies, A                                                            | Lauter Lügen                                                                                              | Geraldine McCaughrean                     |                                                    | englisch       | 1988            | 12+          |
| Caperucita en Manhattan                                                    | Rotkäppchen in Manhattan                                                                                  | Carmen Martín Gaite                       |                                                    | spanisch       | 1989            | 12+          |
| Number the Stars                                                           | Wer zählt die Sterne                                                                                      | Lois Lowry                                |                                                    | englisch       | 1989            | 12+          |
| Thunderwith                                                                | Er kam mit dem Donner                                                                                     | Libby Hathorn                             |                                                    | englisch       | 1989            | 12+          |
| Strange Objects                                                            | | Gary Crew                                 |                                                    | englisch       | 1990            | 12+          |
| Redwork                                                                    | | Michael Bedard                            |                                                    | englisch       | 1990            | 12+          |
| Rocco                                                                      | | Sherryl Jordan                            |                                                    | englisch       | 1990            | 12+          |
| Las Visitas                                                                | Eine Brücke aus Rauch                                                                                     | Silvia Schujer                            |                                                    | spanisch       | 1991            | 12+          |
| Dear Nobody                                                                | Dear Nobody                                                                                               | Berlie Doherty                            |                                                    | englisch       | 1991            | 12+          |
| Ascolta il mio cuore                                                       | | Bianca Pitzorno                           |                                                    | italienisch    | 1991            | 12+          |
| Behi euskaldun baten memoriak                                              | Memoiren einer baskischen Kuh                                                                             | Bernardo Atxaga                           |                                                    | baskisch       | 1991            | 12+          |
| Looking for Alibrandi                                                      | Josy sucht Josy                                                                                           | Melina Marchetta                          |                                                    | englisch       | 1992            | 12+          |
| There Will be Wolves                                                       | | Karleen Bradford                          |                                                    | englisch       | 1992            | 12+          |
| Pagan's Crusade                                                            | Pagan und die Tempelherren                                                                                | Catherine Jinks                           |                                                    | englisch       | 1992            | 12+          |
| Flour Babies                                                               | Das Baby-Projekt                                                                                          | Anne Fine                                 |                                                    | englisch       | 1992            | 12+          |
| Titeuf                                                                     | Titeuf | Zep                                       |                                                    | französisch    | 1992            | 12+          |
| See Ya, Simon                                                              | Bis dann, Simon                                                                                           | David Hill                                |                                                    | englisch       | 1992            | 12+          |
| Hjärtans fröjd                                                             | So lonely                                                                                                 | Per Nilsson                               |                                                    | schwedisch     | 1992            | 12+          |
| Tomorrow, When the War Began                                               | Ein endloser Alptraum                                                                                     | John Marsden                              |                                                    | englisch       | 1993            | 12+          |
| Some of the Kinder Planets                                                 | | Tim Wynne-Jones                           |                                                    | englisch       | 1993            | 12+          |
| Rowan of Rin                                                               | | Emily Rodda                               |                                                    | englisch       | 1993            | 12+          |
| Gathering, The                                                             | Im Herz der Schatten                                                                                      | Isobelle Carmody                          |                                                    | englisch       | 1993            | 12+          |
| Gold Dust                                                                  | | Geraldine McCaughrean                     |                                                    | englisch       | 1993            | 12+          |
| Dougy                                                                      | | James Moloney                             |                                                    | englisch       | 1993            | 12+          |
| Stone Cold                                                                 | Eiskalt                                                                                                   | Robert Swindells                          |                                                    | englisch       | 1993            | 12+          |
| Foxspell                                                                   | | Gillian Rubinstein                        |                                                    | englisch       | 1994            | 12+          |
| Walk Two Moons                                                             | Salamancas Reise                                                                                          | Sharon Creech                             |                                                    | englisch       | 1994            | 12+          |
| Switchers                                                                  | Switcher                                                                                                  | Kate Thompson                             |                                                    | englisch       | 1994            | 12+          |
| Whispers in the Graveyard                                                  | | Theresa Breslin                           |                                                    | englisch       | 1994            | 12+          |
| See How They Run                                                           | | David McRobbie                            |                                                    | englisch       | 1994            | 12+          |
| Salto nell'Ultramondo                                                      | | Bruno Tognolini                           | Roberto Luciani                                    | italienisch    | 1994            | 12+          |
| Als die Welt noch jung war                                                 | Als die Welt noch jung war                                                                                | Jürg Schubiger                            | Rotraut Susanne Berner                             | deutsch        | 1995            | 12+          |
| Northern Lights                                                            | Der goldene Kompass                                                                                       | Philip Pullman                            |                                                    | englisch       | 1995            | 12+          |
| Pojken som sov med snö i sin säng                                          | Der Junge, der im Schnee schlief                                                                          | Henning Mankell                           |                                                    | schwedisch     | 1996            | 12+          |
| Peeling the Onion                                                          | Der Ernstfall                                                                                             | Wendy Orr                                 |                                                    | englisch       | 1996            | 12+          |
| Gifting, The                                                               | | Sophie Masson                             |                                                    | englisch       | 1996            | 12+          |
| Out of the Dust                                                            | | Karen Hesse                               |                                                    | englisch       | 1997            | 12+          |
| Deadly, Unna?                                                              | Wir Goonyas, ihr Nungas                                                                                   | Phillip Gwynne                            |                                                    | englisch       | 1997            | 12+          |
| River Boy                                                                  | River Boy                                                                                                 | Tim Bowler                                |                                                    | englisch       | 1997            | 12+          |
| Pig-heart Boy                                                              | | Malorie Blackman                          |                                                    | englisch       | 1997            | 12+          |
| Holes                                                                      | Löcher | Louis Sachar                              |                                                    | englisch       | 1998            | 12+          |
| The Crowstarver                                                            | | Dick King-Smith                           |                                                    | englisch       | 1998            | 12+          |
| I Am Not Esther                                                            | Scherbenparadies: Ein Sektenroman                                                                         | Fleur Beale                               |                                                    | englisch       | 1998            | 12+          |
| Bud, Not Buddy                                                             | Buddys Song                                                                                               | Christopher Paul Curtis                   |                                                    | englisch       | 1999            | 12+          |
| Stony Heart Country                                                        | | David Metzenthen                          |                                                    | englisch       | 1999            | 12+          |
| Illustrated Mum, The                                                       | Ausgeflippt hoch drei                                                                                     | Jacqueline Wilson                         | Nick Sharratt                                      | englisch       | 1999            | 12+          |
| Nicht Chicago. Nicht hier.                                                 | Nicht Chicago. Nicht hier.                                                                                | Kirsten Boie                              |                                                    | deutsch        | 1999            | 12+          |
| Postcards from No Man's Land                                               | Nachricht aus dem Niemandsland                                                                            | Aidan Chambers                            |                                                    | englisch       | 1999            | 12+          |
| Thursday’s Child                                                           | | Sonya Hartnett                            |                                                    | englisch       | 2000            | 12+          |
| Wind Singer, The                                                           | Der Windsänger                                                                                            | William Nicholson                         |                                                    | englisch       | 2000            | 12+          |
| Troy                                                                       | Xanthe – Eine Liebe in Troja                                                                              | Adèle Geras                               |                                                    | englisch       | 2000            | 12+          |
| Witch Child                                                                | Hexenkind                                                                                                 | Celia Rees                                |                                                    | englisch       | 2000            | 12+          |
| Oh, Boy!                                                                   | Halb und halb für drei                                                                                    | Marie-Aude Murail                         |                                                    | französisch    | 2000            | 12+          |
| Arthur                                                                     | Artus | Kevin Crossley-Holland                    |                                                    | englisch       | 2000            | 12+          |
| Coram Boy                                                                  | Die Stimmen des Waldes                                                                                    | Jamila Gavin                              |                                                    | englisch       | 2000            | 12+          |
| Refugee Boy                                                                | | Benjamin Zephaniah                        |                                                    | englisch       | 2001            | 12+          |
| Noughts & Crosses                                                          | Himmel und Hölle                                                                                          | Malorie Blackman                          |                                                    | englisch       | 2001            | 12+          |
| Ik ben Polleke hoor!                                                       | Ich bin Polleke!                                                                                          | Guus Kuijer                               | Alice Hoogstad                                     | niederländisch | 2001            | 12+          |
| Walking Naked                                                              | Zeig dein Gesicht                                                                                         | Alyssa Brugman                            |                                                    | englisch       | 2002            | 12+          |
| Slightly True Story of Cedar B. Hartley, The                               | Meine nicht ganz wahre Geschichte                                                                         | Martine Murray                            |                                                    | englisch       | 2002            | 12+          |
| Across the Nightingale Floor                                               | Clan der Otori: Das Schwert in der Stille                                                                 | Lian Hearn                                |                                                    | englisch       | 2002            | 12+          |
| Parvana's Journey                                                          | Im Herzen die Angst                                                                                       | Deborah Ellis                             |                                                    | englisch       | 2002            | 12+          |
| Messenger, The                                                             | Der Joker                                                                                                 | Markus Zusak                              |                                                    | englisch       | 2002            | 12+          |
| Dragonkeeper                                                               | Hüterin des Drachen                                                                                       | Carole Wilkinson                          |                                                    | englisch       | 2003            | 12+          |
| Crispin – the Cross of Lead                                                | Crispin – Ein Leben vogelfrei                                                                             | Avi                                       |                                                    | englisch       | 2002            | 12+          |
| Quatre soeurs                                                              | Vier Schwestern                                                                                           | Malika Ferdjoukh                          |                                                    | französisch    | 2003            | 12+          |
| Slaves of Quentaris                                                        | | Paul Collins                              |                                                    | englisch       | 2003            | 12+          |
| Keys to the Kingdom: Mister Monday, The                                    | Die Schlüssel zum Königreich: Schwarzer Montag                                                            | Garth Nix                                 |                                                    | englisch       | 2003            | 12+          |
| Curious Incident of the Dog in the Night-time, The                         | Supergute Tage oder Die sonderbare Welt des Christopher Boone                                             | Mark Haddon                               |                                                    | englisch       | 2003            | 12+          |
| Fire-Eaters, The                                                           | Feuerschlucker                                                                                            | David Almond                              |                                                    | englisch       | 2003            | 12+          |
| Private Peaceful                                                           | Mein Bruder Charlie                                                                                       | Michael Morpurgo                          |                                                    | englisch       | 2003            | 12+          |
| Keeper                                                                     | Keeper | Mal Peet                                  |                                                    | englisch       | 2003            | 12+          |
| Amulet of Samarkand, The                                                   | Das Amulett von Samarkand                                                                                 | Jonathan Stroud                           |                                                    | englisch       | 2003            | 12+          |
| The Running Man                                                            | Running Man                                                                                               | Michael Gerard Bauer                      |                                                    | englisch       | 2004            | 12+          |
| By the River                                                               | Ich weiß, heute Nacht werde ich träumen                                                                   | Steven Herrick                            |                                                    | englisch       | 2004            | 12+          |
| Una barca nel bosco                                                        | | Paolo Mastrocola                          |                                                    | italienisch    | 2004            | 12+          |
| How I Live Now                                                             | So lebe ich jetzt                                                                                         | Meg Rosoff                                |                                                    | englisch       | 2004            | 12+          |
| Memorias de Idhún: La Resistencia                                          | Geheime Welt Idhún: Die Verschwörung                                                                      | Laura Gallego García                      |                                                    | spanisch       | 2004            | 12+          |
| Twilight                                                                   | Bis(s) zum Morgengrauen                                                                                   | Stephenie Meyer                           |                                                    | englisch       | 2005            | 12+          |
| Grimpow                                                                    | Grimpow                                                                                                   | Rafael Ábalos                             |                                                    | spanisch       | 2005            | 12+          |
| New Policeman                                                              | Zwischen den Zeiten                                                                                       | Kate Thompson                             |                                                    | englisch       | 2005            | 12+          |
| My Big Birkett                                                             | | Lisa Shanahan                             |                                                    | englisch       | 2006            | 12+          |
| Red Shoe, The                                                              | | Ursula Dubosarsky                         |                                                    | englisch       | 2006            | 12+          |
| Tobie Lolness                                                              | Tobie Lolness                                                                                             | Timothée de Fombelle                      | François Place                                     | französisch    | 2006            | 12+          |
| Monster Blood Tattoo: Foundling                                            | Monster Blood Tattoo: Der Findling                                                                        | David Cornish                             |                                                    | englisch       | 2006            | 12+          |
| Le Combat d'hiver                                                          | Winterspiele                                                                                              | Jean-Claude Mourlevat                     |                                                    | französisch    | 2006            | 12+          |
| Der silberne Jaguar                                                        | Der silberne Jaguar                                                                                       | Hermann Schulz                            |                                                    | deutsch        | 2007            | 12+          |
| Finding Violet Park                                                        | Wer ist Violet Park?                                                                                      | Jenny Valentine                           |                                                    | englisch       | 2007            | 12+          |

## Kritiken
Julie Just schreibt in der New York Times über 1001 Children’s Books You Must Read Before You Grow Up, dass der Leser „dankbar sein wird, wenn er viele weitere Bücher entdeckt oder wiederentdeckt, die schon fast vergessen sind.“ Meghan Cox Gurdon schreibt im Wall Street Journal: „Was das Internet den Kindern nimmt, indem es sie vom Lesen abhält, gibt es glücklicherweise den Eltern zurück, indem es ihnen die Suche nach obskuren Büchern erleichtert, die sonst unmöglich zu finden wären.“ Whitney Matheson schreibt in USA Today: „Dieses 960-seitige, vollfarbige Hardcover ist ein hervorragendes Hilfsmittel für Eltern, Lehrer und Bibliothekare, aber es enthält auch so ziemlich jeden Titel, den ich in meiner Jugend verehrt habe - und Hunderte, die ich noch lesen muss.“